# Agence spatiale européenne

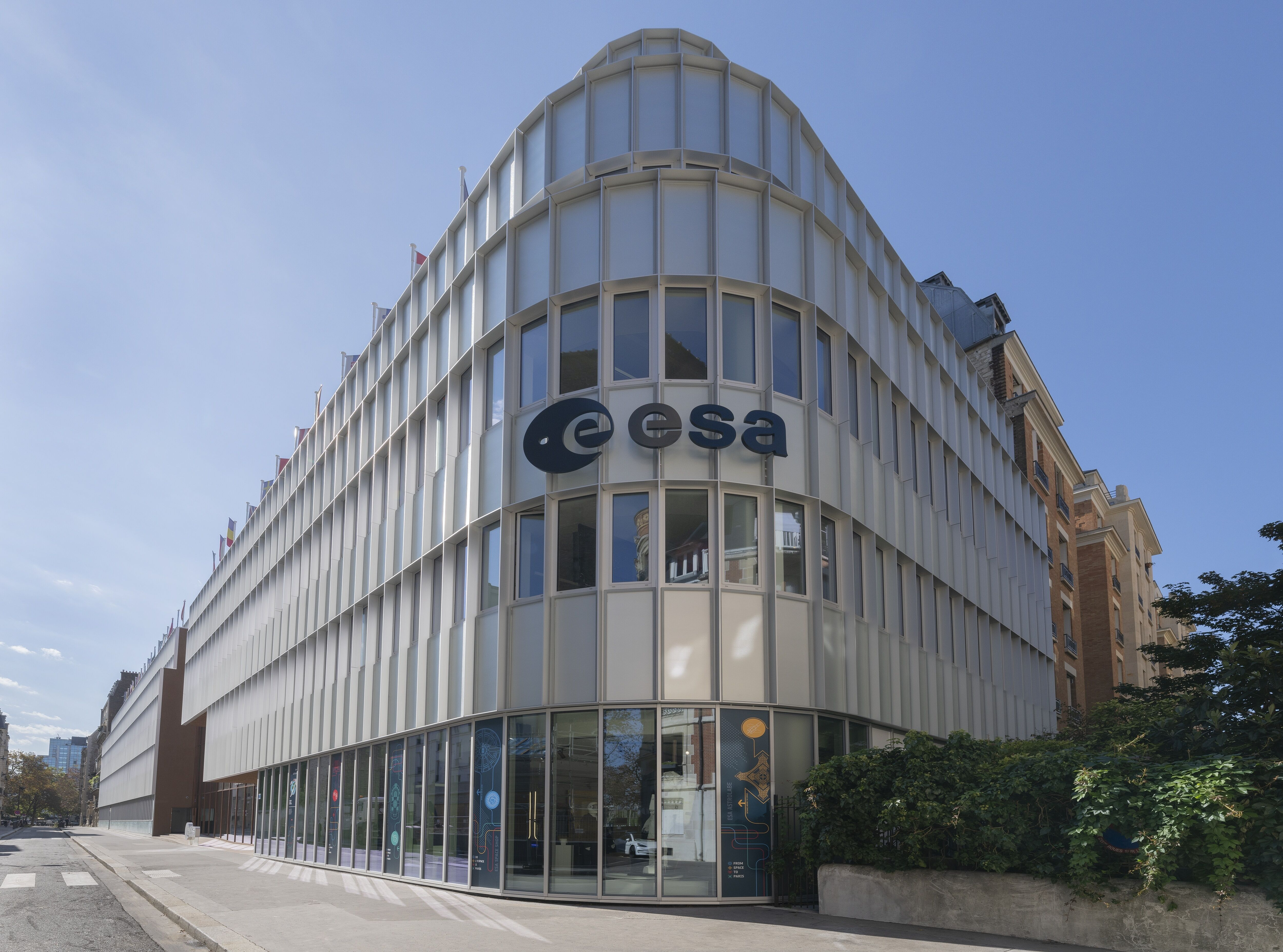
Siège de l'ASE, Paris (15è arrondissement)

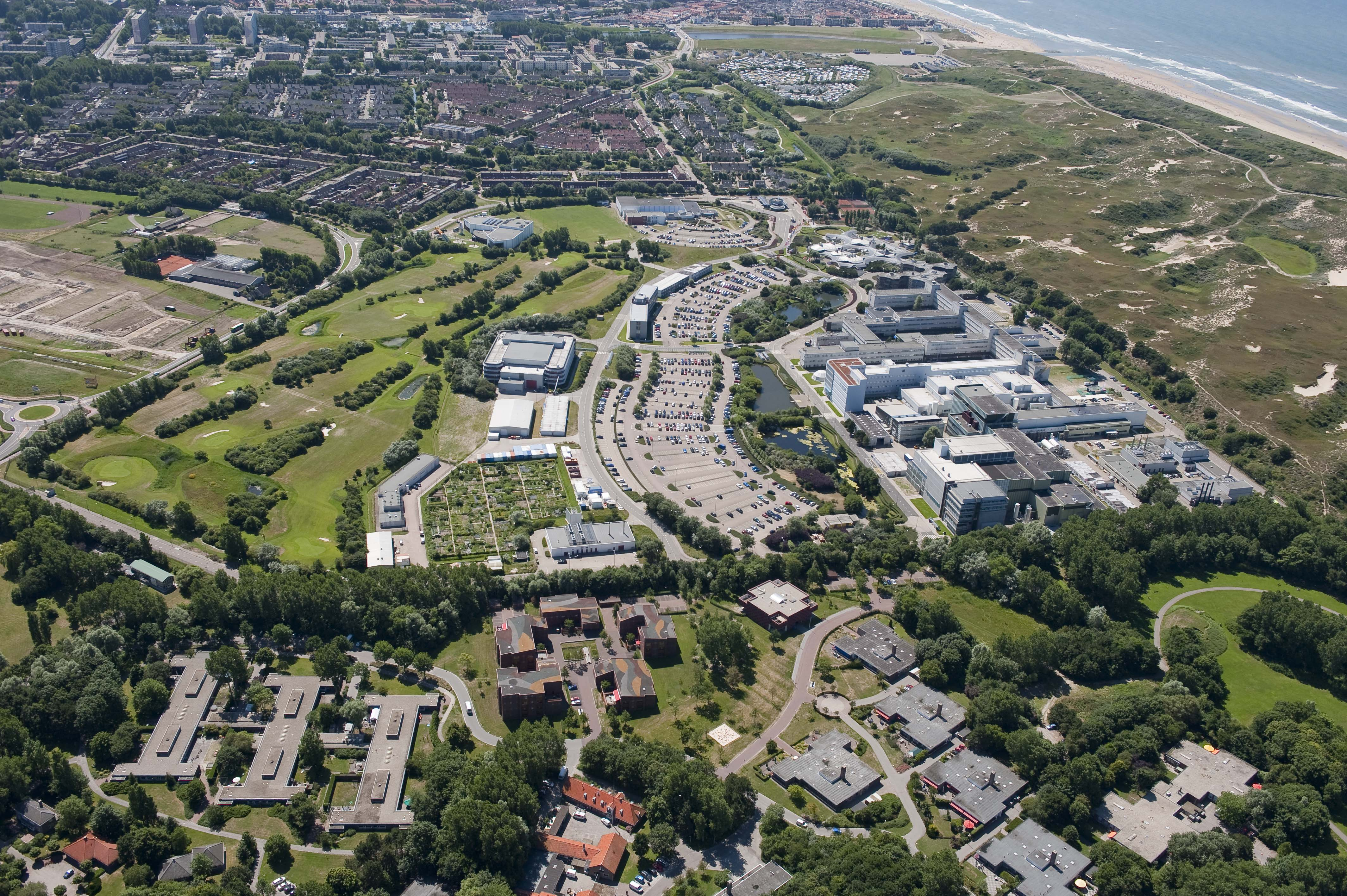
Vue aérienne du Centre européen de recherche et de technologie spatiales (ESTEC) aux Pays-Bas, principal établissement de l'Agence spatiale européenne.

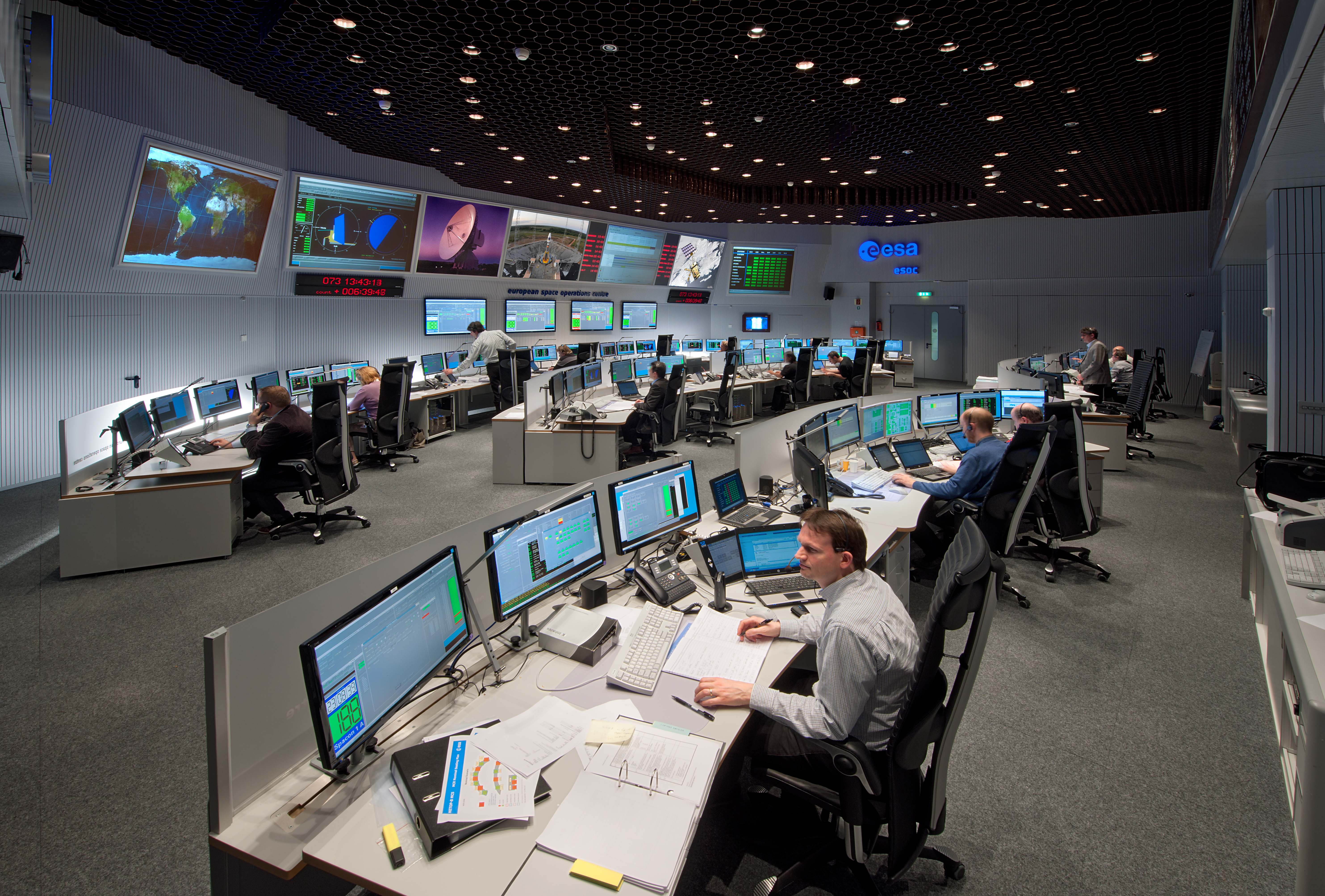
Centre de contrôle des satellites de l'ESA de l'ESOC à Darmstadt (Allemagne).

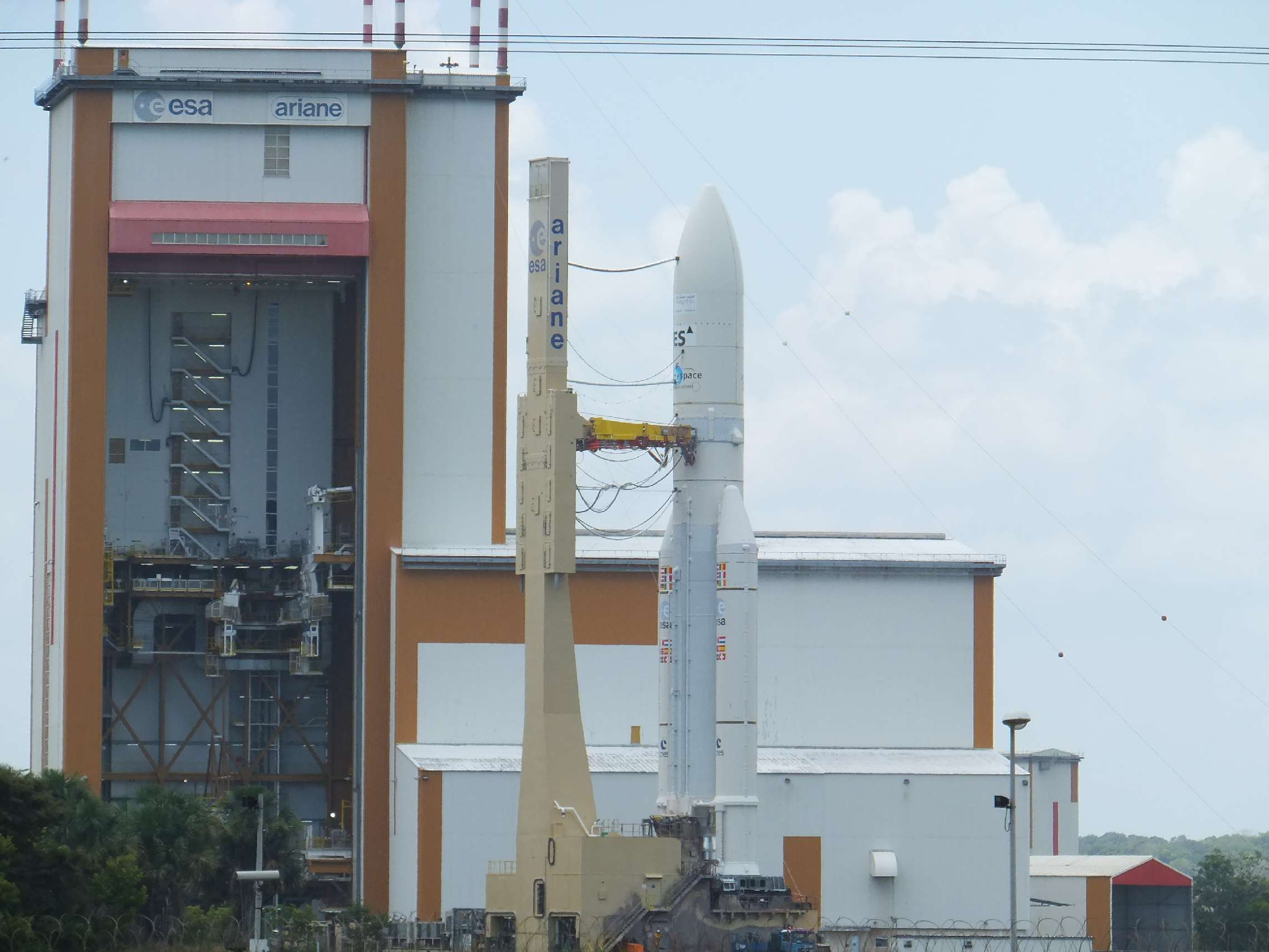
Bâtiment d'assemblage et lanceur Ariane 5 à Kourou.

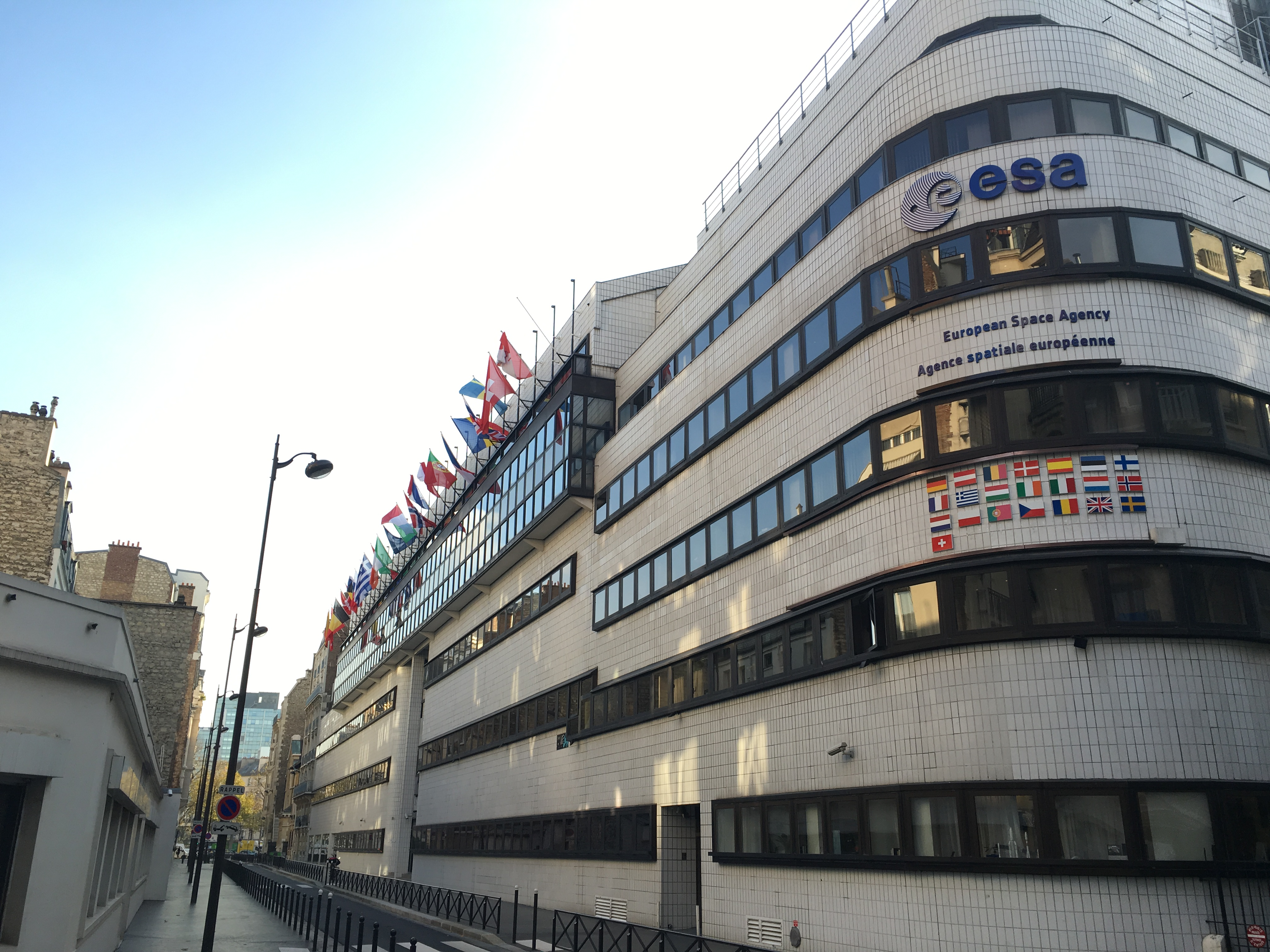
Le siège de l'Agence spatiale européenne à Paris, en 2015, avant sa rénovation.

Pour les articles homonymes, voir ASE et ESA.
L'Agence spatiale européenne  (ASE ; en anglais : European Space Agency  ; en allemand : Europäische Weltraumorganisation ), le plus souvent désignée par son sigle anglais ESA, est une agence spatiale intergouvernementale fondée en 1975 qui coordonne les projets spatiaux menés en commun par 23 pays européens. L'agence spatiale, dont le budget est de 7,15 milliards d'euros en 2022, est la troisième dans le monde après la NASA et l'Administration spatiale nationale chinoise.
Ses activités couvrent l'ensemble du domaine spatial civil : les sciences (particulièrement l'astrophysique, l'exploration du Système solaire, l'étude du Soleil et la physique fondamentale) ; l'étude et l'observation de la Terre par des satellites spécialisés ; le développement de lanceurs ; les vols habités à travers sa participation à la Station spatiale internationale et à Orion ; la navigation par satellite par le programme Galileo ; les télécommunications spatiales pour lesquelles l'agence finance la mise au point de nouveaux concepts ; et la recherche dans le domaine des technologies spatiales.
La stratégie est définie par un conseil dans lequel chaque pays membre dispose d'un représentant. Les programmes initiés par l'agence, qui représentent 75 % du budget, sont financés directement par les pays membres. Ceux-ci versent une contribution proportionnelle à leur PIB pour le financement de 20 % du budget (programme scientifique et frais généraux) et participent dans des proportions de leur choix aux programmes facultatifs. Le quart du budget est fourni par l'Union européenne et EUMETSAT pour le développement du segment spatial de ces programmes gérés par ces institutions (programme Galileo, satellites météorologiques, GMES/Copernicus). Certains des pays membres conservent, à côté de leur participation aux programmes européens, des programmes spatiaux purement nationaux.
L'Agence spatiale européenne, dont le siège est à Paris, confie, après sélection et sur appel d'offres, les travaux de recherche et le développement des engins spatiaux aux universités, instituts et industriels des pays membres en appliquant le principe du « retour géographique » : les dépenses de l'agence dans chaque pays sont au prorata de la contribution. L'agence dispose de plusieurs établissements spécialisés. Son centre principal est le Centre européen de recherche et de technologie spatiales (ESTEC), aux Pays-Bas, qui est voué à la conception et aux tests des engins spatiaux. Les autres centres importants sont le Centre européen des opérations spatiales (ESOC) en Allemagne (suivi et contrôle des missions en cours) et l'ESTRACK (réseau mondial d'antennes paraboliques, pour assurer la liaison avec les engins spatiaux). L'ESA utilise aussi les installations du centre de lancement de Kourou, établissement du CNES, pour le lancement de ses fusées.

## Missions et activités
L'Agence spatiale européenne regroupe vingt-trois États membres qui mettent en commun leurs ressources pour développer un programme spatial civil comprenant des satellites scientifiques (étude de la Terre, du Soleil, du Système solaire, astronomie, cosmologie…), des technologies spatiales, des satellites d'application nécessitant un programme d'envergure européenne (Galileo, Copernicus) et des moyens de lancement (installations au sol et lanceurs).
Le rôle et le fonctionnement de l'Agence spatiale européenne sont définis dans la Convention de l'ASE et le règlement intérieur du conseil, dont les versions initiales ont été rédigées en 1975 et qui sont ratifiés par chaque état membre lors de son adhésion. L'agence a pour mission de développer la coopération entre les États européens dans le domaine spatial. Elle élabore et met en œuvre une politique spatiale européenne à long terme ainsi que des activités et des programmes. Elle coordonne le programme spatial européen et les programmes nationaux, en intégrant progressivement ces derniers. Comme la NASA américaine, l'agence se limite aux activités pacifiques (article II de la convention). Le développement des programmes spatiaux militaires (satellite de reconnaissance, satellite de télécommunications militaires…) relève donc des programmes nationaux des états membres. Cette convention stipule que « l'objectif de l'agence spatiale est de fournir et de promouvoir, à des fins exclusivement pacifiques, la coopération entre les États européens en matière de recherche et de technologie spatiales et leurs applications spatiales, en vue de leur utilisation à des fins scientifiques et pour des systèmes d'applications spatiales opérationnelles ».
Les activités de l'agence couvrent l'ensemble du domaine spatial civil :
- les sciences et l'exploration robotique, dont :
  - l'astrophysique (Herschel, Planck…),
  - l'exploration du Système solaire (Rosetta, Mars Express, Venus Express, ExoMars, BepiColombo…),
  - l'étude du Soleil (SOHO) et la physique fondamentale (LISA Pathfinder) ;
- l'étude et l'observation de la Terre avec des satellites spécialisés (ENVISAT, GOCE, MSG, Sentinelle…) ;
- les lanceurs Ariane 5 et Vega ;
- les vols habités, à travers sa participation à la Station spatiale internationale et au programme Orion ;
- la navigation par satellite avec le programme Galileo ;
- les télécommunications spatiales et applications intégrées, pour lesquelles l'agence finance la mise au point de nouveaux concepts (Artemis, HYLAS) ;
- la recherche dans le domaine des technologiques spatiales (SMART-1, PROBA-1 et PROBA-2).

L'ESA participe également à des programmes spatiaux initiés par d'autres agences spatiales, en particulier la NASA, l'agence spatiale américaine, et les agences spatiales nationales de l'Europe.
La participation de la France à l'ESA est assurée par le Centre national d'études spatiales (CNES).

## Historique

### Premières organisations spatiales européennes: l'ELDO et l'ESRO
Dès les premiers lancements de satellite à la fin des années 1950, la France et le Royaume-Uni, qui ont par ailleurs engagé des programmes de missiles balistiques intercontinentaux, mettent en place des programmes spatiaux nationaux. Mais les moyens financiers engagés et les objectifs sont modestes par rapport à l'Union soviétique et aux États-Unis. Au début des années 1960, des personnalités européennes issues de différents domaines et en particulier des scientifiques, qui constatent qu'un nouveau champ de recherche vient de s'ouvrir, demandent la création d'un programme spatial scientifique européen animé par un organisme analogue au Conseil européen pour la recherche nucléaire (CERN).
Le 1er décembre 1960, une conférence réunissant onze pays européens à Meyrin en Suisse décide de la création de la Commission préparatoire européenne pour la recherche spatiale (COPERS). Les travaux de cette instance aboutissent en 1962 à la création de l'ESRO (European Space Research Organisation, en français Conseil européen de recherches spatiales ou CERS) dont l'objectif est la réalisation de satellites scientifiques et qui réunit neuf pays européens. La même année, six d'entre eux décident de s'associer au sein de l'ELDO (European Launcher Development Organisation, en français Centre européen pour la construction de lanceurs d'engins spatiaux ou CECLES) pour le développement d'un lanceur européen baptisé Europa. Les deux organisations deviennent opérationnelles en 1964. Par ailleurs, l'émergence de la technique des télécommunications par satellite suscite la création de la Conférence européenne des télécommunications par satellite (CETS) en mai 1963.

### Création de l'Agence spatiale européenne

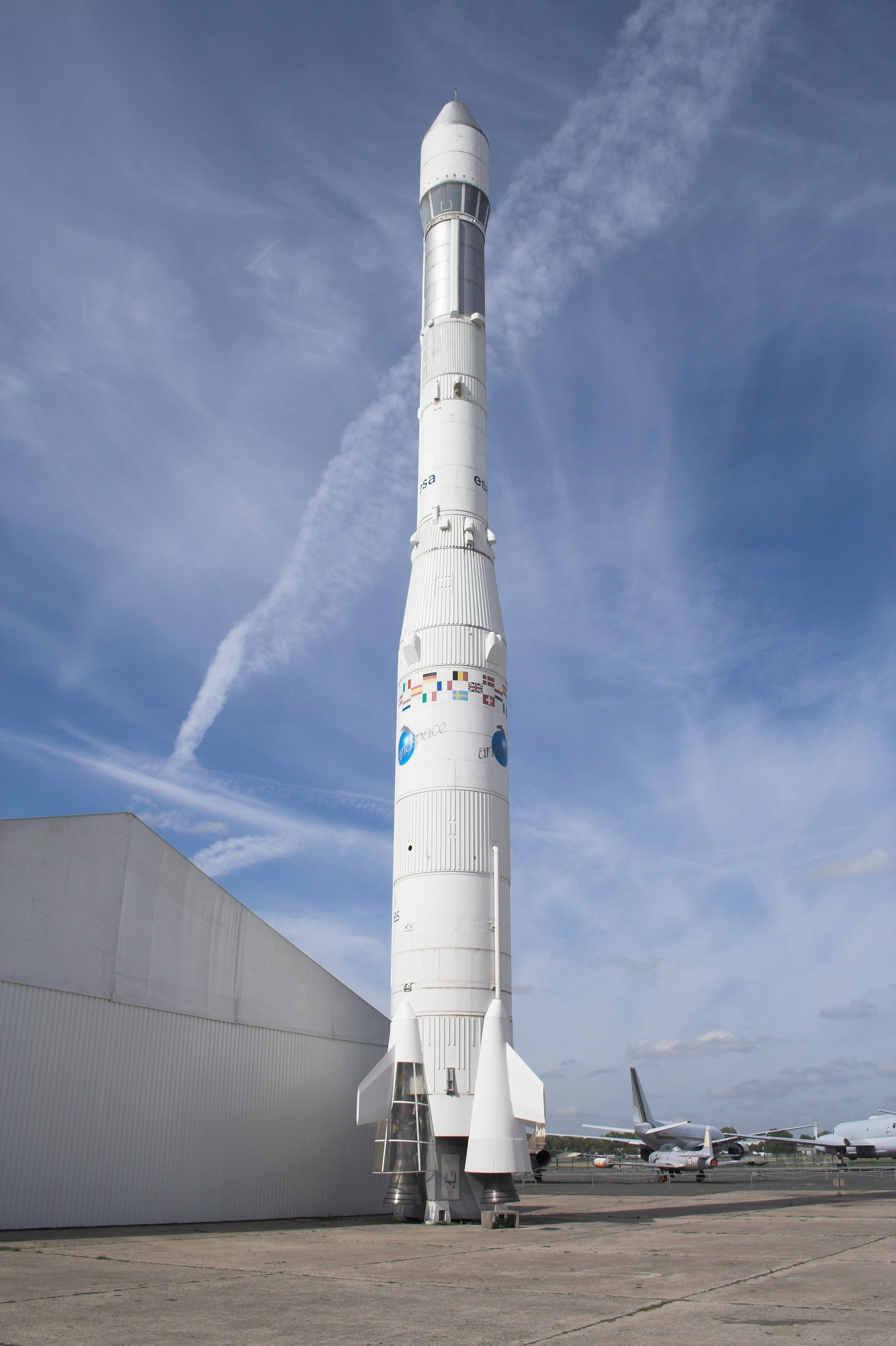
Le lanceur Ariane 1 fait partie des premiers programmes développés par l'agence spatiale.

Les différentes organisations ont du mal à atteindre leurs objectifs. Le lanceur européen, dont la conception résulte d'un compromis politique et qui manque d'un véritable maître d'œuvre, est un échec complet et l'ESRO n'obtient que des résultats modestes. La stratégie spatiale des pays européens fait l'impasse sur les applications pratiques de l'espace qui commencent à émerger. Les principaux pays membres ont des priorités différentes, ce qui freine l'avancement des programmes. En 1968, on évoque pour la première fois la création d'une agence spatiale unique qui piloterait à la fois le développement des lanceurs et des satellites. Celle-ci comprendrait des programmes obligatoires et des programmes supplémentaires facultatifs pour prendre en compte les priorités différentes des pays membres. Finalement, l'échec de la fusée Europa (sept échecs dont le dernier en 1972 sur sept lancements) impose une remise à plat de l'organisation du programme spatial européen.
Après de délicates négociations entre la France, l'Allemagne et le Royaume-Uni, un accord est trouvé en juillet 1973 pour permettre le financement des programmes attendus par les principaux pays membres :
- le lanceur L3S (Ariane) souhaité par la France et qui est placé sous maîtrise d'œuvre du CNES ;
- le module de recherche Spacelab de la Navette spatiale américaine demandé par l'Allemagne ;
- le satellite de télécommunications maritimes MAROTS souhaité par le Royaume-Uni.

Signée le 30 mai 1975 entre onze États membres européens, la Convention de l'Agence spatiale européenne fonctionne de facto à compter du 31 mai 1975 et a une existence juridique à compter du 30 octobre 1980, date de ratification de cette convention. La mise en place de l'Agence spatiale européenne s'accompagne d'une forte augmentation du budget spatial. La première année (1975), l'agence dispose de 342,4 millions d'unités de compte (MUC, ancêtre de l'euro) en augmentation de 76,3 % par rapport à 1974 et de 180 % par rapport à 1973. Toutefois, cette augmentation est complètement absorbée par les trois projets phares : MAROTS, Spacelab et Ariane.

### Développement d'un lanceur européen: les lanceurs Ariane

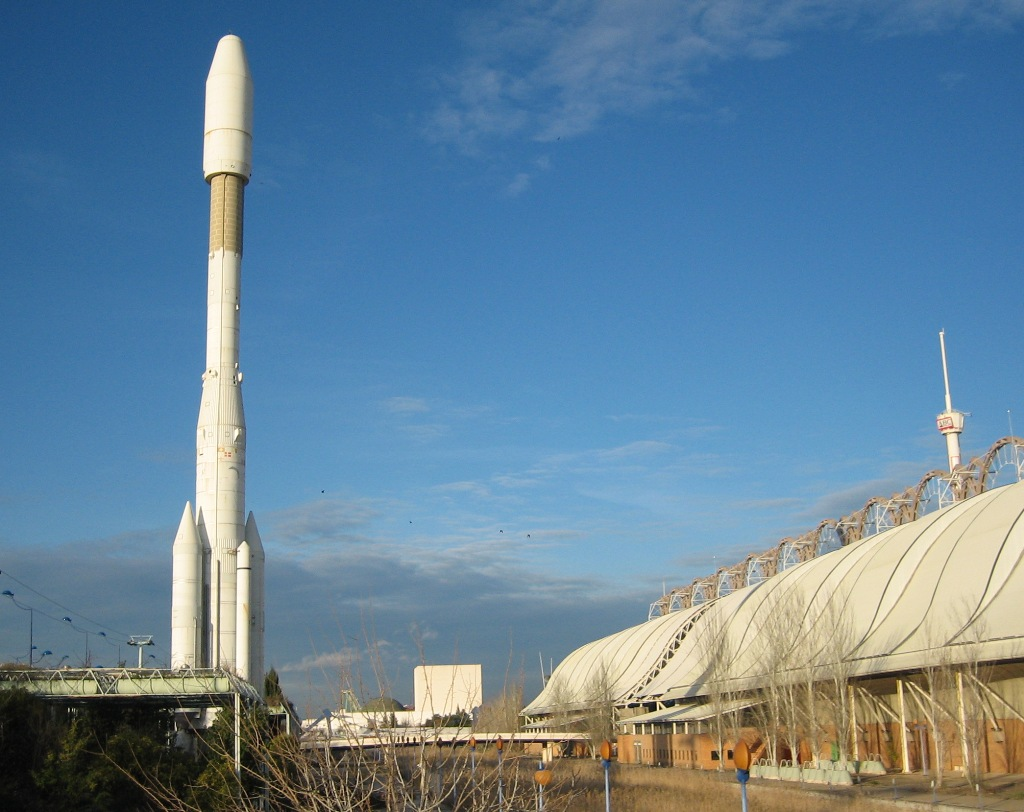
Le lanceur Ariane 4.

En tant que successeur de l'ELDO, l'ESA prend en charge le développement des lanceurs européens. Ariane 1 effectue son premier vol en 1979 et après quelques échecs étend son domaine d'intervention aux satellites commerciaux à compter de 1984. Les deux versions suivantes de la fusée Ariane, Ariane 2 et Ariane 3, sont des étapes intermédiaires qui aboutissent à la version la plus puissante Ariane 4. Ce lanceur qui vole de 1988 à 2003 profite des déboires de la politique spatiale américaine pour devenir dans les années 1990 le leader mondial sur le marché des lancements commerciaux.

### Le programme scientifiqueHorizon 2000(1985-2000)
L'Agence spatiale européenne collabore avec la NASA sur l'International Ultraviolet Explorer (IUE), le premier télescope à orbite haute du monde. Celui-ci est lancé en 1978 et exploité avec succès pendant 18 ans. En 1986, l'ESA lance Giotto, sa première mission dans l'espace lointain, pour étudier les comètes Halley et Grigg-Skjellerup.
En 1983, le programme scientifique de l'Agence spatiale européenne traverse une grave crise financière. La part budgétaire relativement réduite qui lui a été attribuée à la création de l'ESA (13 % du budget total) ne permet pas de faire face aux nombreux surcouts qui touchent les différentes missions en préparation, occasionnant délais et annulations. Le physicien Roger Bonnet, responsable du programme scientifique de l'agence, décide d'établir une stratégie à long terme. Fin 1983, l'ESA reçoit 77 propositions de mission dont 35 dans le domaine des sciences du Système solaire et 33 dans celui de l'astronomie. Après dépouillement et à l'issue d'une dernière réunion qui a lieu à Venise les 30 mai et 1er juillet 1984, le programme scientifique de l'Agence spatiale européenne, baptisé Horizon 2000, est figé pour les 20 années suivantes. Trois classes de mission sont identifiées en fonction de leur coût : les plus lourdes, dites « pierres angulaires », représentent deux années du budget attribué aux missions scientifiques, la classe suivante une année, et la dernière une demi-année. La réalisation du plan nécessite que le budget consacré aux sciences progresse entre 1985 et 1991 de 7 %, passant de 130 MUC(environ 100 millions de dollars à l'époque) à 200 MUC. Cette augmentation fait face à une forte opposition de la France et du Royaume-Uni et les pays membres de l'agence s'accorderont finalement sur une croissance annuelle du budget de 5 %.
Deux des missions « pierres angulaires » du programme Horizon 2000 reflètent la position acquise par l'Europe dans le domaine de l'astronomie spatiale à travers les instruments européens COS-B et EXOSAT, allemand Rosat, italien Beppo-SAX et français SIGMA : XMM-Newton est un observatoire en rayons X et FIRST (Far Infrared and Sub-millimetre Telescope), un observatoire infrarouge qui sera rebaptisé plus tard Herschel. Deux autres pierres angulaires sont consacrées à l'étude du Système solaire : la paire SoHO/Cluster, chargée d'étudier le Soleil, et le plasma et la sonde Rosetta, chargée de faire une étude in situ d'une comète. Les missions de taille moyenne retenues comprennent les missions scientifiques déjà en cours de développement au moment de la mise en place d'Horizon 2000 : HIPPARCOS, ISO, Ulysses (développée avec la NASA, lancée en 1990, chargée de l'étude in situ des régions voisines du Soleil), Giotto ainsi que la contribution européenne à Hubble. Cinq missions de taille moyenne restent à sélectionner. Enfin, les missions à faible coût comprennent des participations à des programmes internationaux, le développement d'expériences récupérables destinées à la plateforme Eureca embarquée à bord de la navette spatiale américaine ainsi que de petits satellites.
En 1993, l'observatoire gamma INTEGRAL est sélectionné pour poursuivre l’œuvre des télescopes américain Compton Gamma-Ray Observatory et russe Gamma. Dans les années 1990, SMART-1, une sonde testant la propulsion spatiale électrique, est lancée avec succès vers la Lune.

### Programme spatial habité: Spacelab et Columbus
L'ESA fournit deux exemplaires du module Spacelab à la NASA. Ce module pressurisé est emporté à de nombreuses reprises dans la soute de la navette spatiale américaine afin de servir de module laboratoire et d'augmenter le potentiel de recherche scientifique de la navette. Cela permet les missions d'astronautes européens à bord de la navette. À la fin des années 1970, l'Europe se dote d'un programme spatial habité. Celui-ci doit comprendre les éléments suivants :
- la mini-navette spatiale Hermès, voulue par le CNES. Il s'agit d'un corps portant emportant trois à cinq spationautes, lancé avec Ariane 5 afin de desservir le MTFF ou d'accomplir d'autres missions[11] ;
- le laboratoire pressurisé Columbus APM (en anglais : Attached Pressurized Module) attaché à la station spatiale Freedom, devenue ISS depuis avec l'arrivée des Russes dans le projet[12] ;
- le Columbus Man Tended Free Flyer (MTFF), petite station-laboratoire autonome européenne[13] ;
- la plateforme européenne polaire PPF (Polar Platform).

À l'issue du Conseil des ministres européens de l'espace de novembre 1992 à Grenade, seuls le Columbus APM, modifié en Columbus Orbital Facility (COF), et la plateforme polaire (donnant naissance à MetOp et ENVISAT) sont maintenus, le MTFF étant abandonné en même temps qu'Hermès qui devait le desservir, à la suite d'une explosion des coûts. Parallèlement, l'ESA développe le cargo Automated Transfert Vehicle afin d'apporter du fret et du carburant à l'ISS.
Un corps européen des astronautes basé à Cologne est créé pour entraîner les astronautes qui voleront sur Hermès et vers la Station spatiale internationale.

### LanceurAriane 5
La décision de développer un successeur à la fusée Ariane 4 est prise dès janvier 1985 alors que le succès de la famille Ariane dans le domaine des satellites commerciaux n'est pas encore évident. Le nouveau lanceur Ariane 5 est conçu pour placer en orbite la mini-navette européenne Hermès de 17 tonnes. Cet objectif a un fort impact sur les choix d'architecture qui ne sont pas remis en cause lorsque Hermès est abandonné en 1992. Le premier vol a lieu en 1996 est un échec et le deuxième en 1997 un échec partiel. Les vols suivants renouent avec les succès d'Ariane 4 (Ariane 5 a connu encore un échec en 2002).

### Programme scientifiqueHorizon 2000+(2006-2017)
En octobre 1993, l'Agence spatiale européenne lance un appel à propositions pour la suite du programme Horizon 2000. Baptisé Horizon 2000+, il regroupe des missions qui doivent être opérationnelles au cours de la période 2006-2017. La sélection est officialisée en 1995. Trois missions lourdes sont retenues : une mission d'exploration planétaire à destination de la planète Mercure qui sera renommée BepiColombo, une mission d'astrométrie qui doit succéder à Hipparcos (Gaia) et un observatoire gravitationnel (Lisa). Entre deux et quatre missions moyennes au coût plafonné à 176 millions € sont également prévues. Un budget de 1,896 milliard d'euros doit être dégagé pour le développement de ces projets sur la période 2000-2006. Dans le cadre de ce programme, l'ESA donne son feu vert en 2000 pour trois nouveaux développements : la mission Mars Express qui doit étudier Mars depuis l'orbite, un observatoire solaire qui doit remplacer SOHO et Ulysses et une participation au télescope américain American Next Generation Space Telescope qui deviendra le James-Webb. Une mission de recherche d'exoplanètes, baptisée Eddington, est mise à l'étude mais pas financée. Fin 2001, l'ESA traverse une grave crise financière et l'augmentation annuelle planifiée du budget consacré aux missions scientifiques est ramenée de 4 à 2,5 %, ce qui entraîne une diminution de 500 millions d'euros des fonds disponibles pour le programme. Celui-ci est refondu : la durée de développement des missions est allongée, l'organisation est simplifiée et les marges sont réduites. Le programme résultant est rebaptisé Horizon Cosmic. Le programme Horizon s'achève avec la création du programme Cosmic Vision qui est mis sur pied en 2004 et qui couvre la période 2015-2025.

### Contributions de l'Union européenne (2000)
Les bases d'une coopération entre l'Agence spatiale européenne et l'Union européenne sont posées en novembre 2000. L'Agence spatiale européenne se voit confier le volet spatial de projets financés par l'Union européenne. Un Conseil de l'espace comprenant des représentants des deux institutions fixe les modalités de cette coopération. Le premier de ces conseils a lieu en novembre 2004. Le premier projet spatial financé par l'Union européenne concerne le développement du système européen de positionnement par satellite Galileo. En novembre 2005, l'accord est étendu au projet GMES (devenu par la suite Copernicus), un système d'observation de la Terre destiné à fournir des informations précises et actualisées sur l'environnement. Le rôle de l'Agence spatiale est de fournir les données recueillies par une trentaine de satellites. Une série de satellites spécialisés (Sentinelle) est développée pour ce programme. Dans le cadre du sixième Conseil de l'espace qui a lieu en mai 2009, l'accent est mis sur le développement des systèmes de télécommunications par satellite.

### Programme scientifiqueCosmic Vision
L'Agence spatiale européenne refond en 2004 son programme scientifique Horizon 2000+ : la durée de développement des missions est allongée, l'organisation est simplifiée et les marges sont réduites. Le nouveau programme Cosmic Vision prévoit deux classes de mission : des missions moyennes (classe M) dont le coût est plafonné à 470 millions d'euros et les missions lourdes (classe L, ex-« pierre angulaire ») dont le coût est plafonné à 900 millions d'euros. Pour définir un cadre scientifique aux prochaines sélections de mission, une réunion de travail organisée par le Comité de Conseil scientifique (SSAC) de l'agence rassemble en septembre 2004 près de 400 membres de la communauté scientifique européenne à Paris pour examiner 151 propositions d'objectifs scientifiques portant sur les quatre domaines : astronomie, astrophysique, exploration du Système solaire et physique.
Trois missions lourdes, JGO, Lisa et IXO, sont pré-sélectionnées en 2009. Ces missions doivent être développées avec la NASA. Mais l'agence spatiale américaine décide en 2011 d'annuler sa participation et l'ESA se voit contrainte de refondre les projets pour les adapter à cette nouvelle donne. Les missions refondues sont JUICE (étude des lunes de Jupiter), NGO (ou LISA, observatoire d'ondes gravitationnelles) et ATHENA (télescope spatial en rayons X), développé avec l'agence spatiale japonaise JAXA. JUICE (L1) est sélectionné en mai 2012 (lancement en 2022) et ATHENA (L2) en 2014. LISA (L3) est sélectionné avec ATHENA.
En ce qui concerne les missions moyennes, un premier appel à proposition aboutit en 2011 à la sélection d'Euclid (M1 : distribution de la matière noire) et de Solar Orbiter (M2 : observation du Soleil). PLATO (détection d'exoplanètes), finaliste non retenu de la sélection précédente, devient la mission M3 en 2014. Le projet ARIEL, qui doit analyser l'atmosphère de 500 planètes tournant autour d'étoiles proches de notre Soleil, est sélectionné le 20 mars 2018,.

### Participation à la Station spatiale internationale

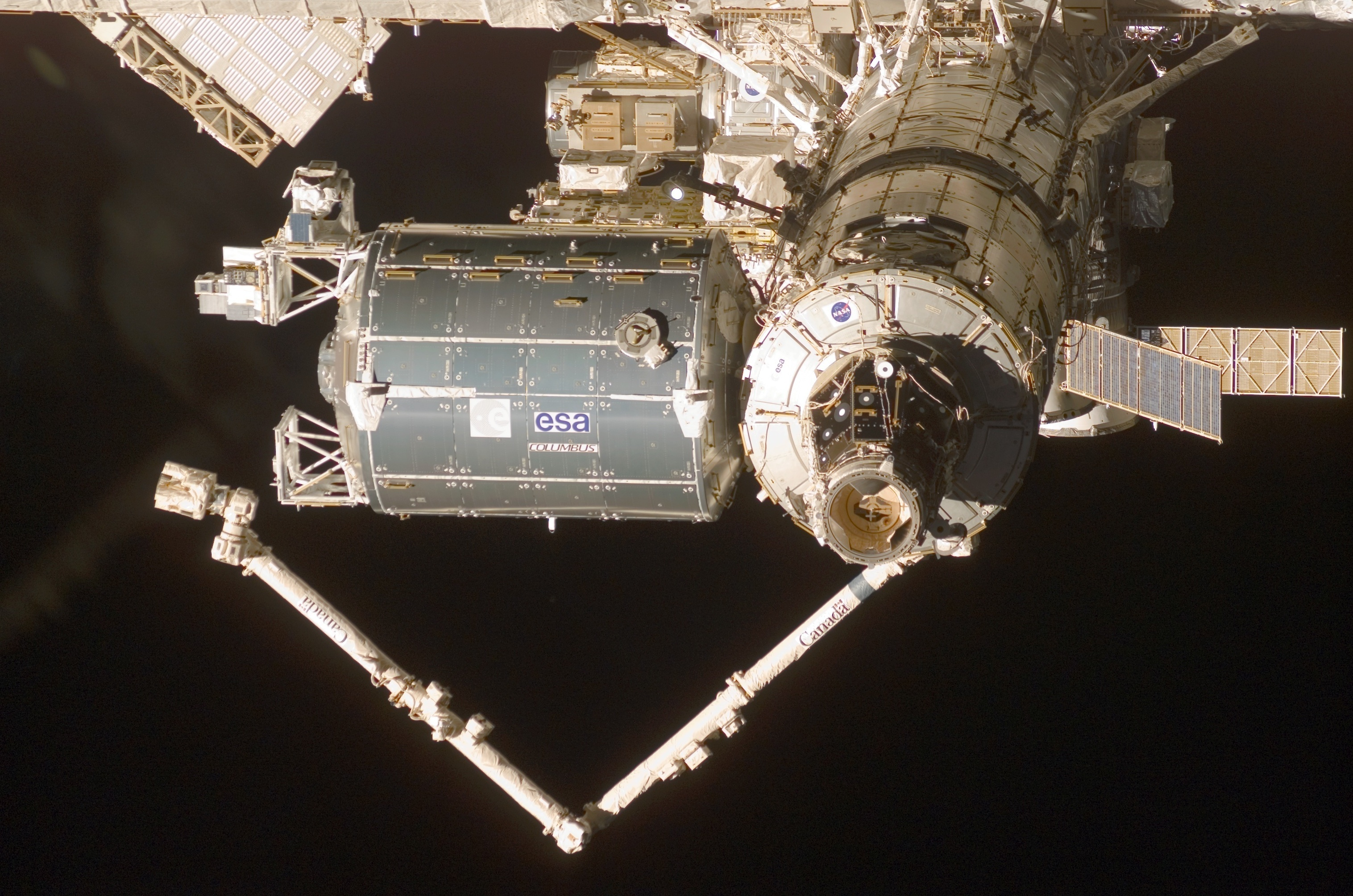
Le bras robotique Canadarm fixe le laboratoire Columbus à l'ISS.

En 2006, l'Allemand Thomas Reiter est le premier européen à participer à un équipage de la Station spatiale internationale. En avril 2008, le premier cargo spatial auropéen, l'ATV Jules Verne, s'amarre à la Station spatiale internationale et démontre la capacité de l’Agence spatiale européenne à développer un engin spatial très sophistiqué (amarrage automatique, fonctions de ravitaillement en ergols et gaz, espace pressurisé, tracteur spatial).
Cinq cargos ATV sont lancés afin de ravitailler la station spatiale : Jules Verne en 2008, Johannes Kepler en 2011, Edoardo Amaldi en 2012, Albert Einstein en 2013 et Georges Lemaître en 2014.

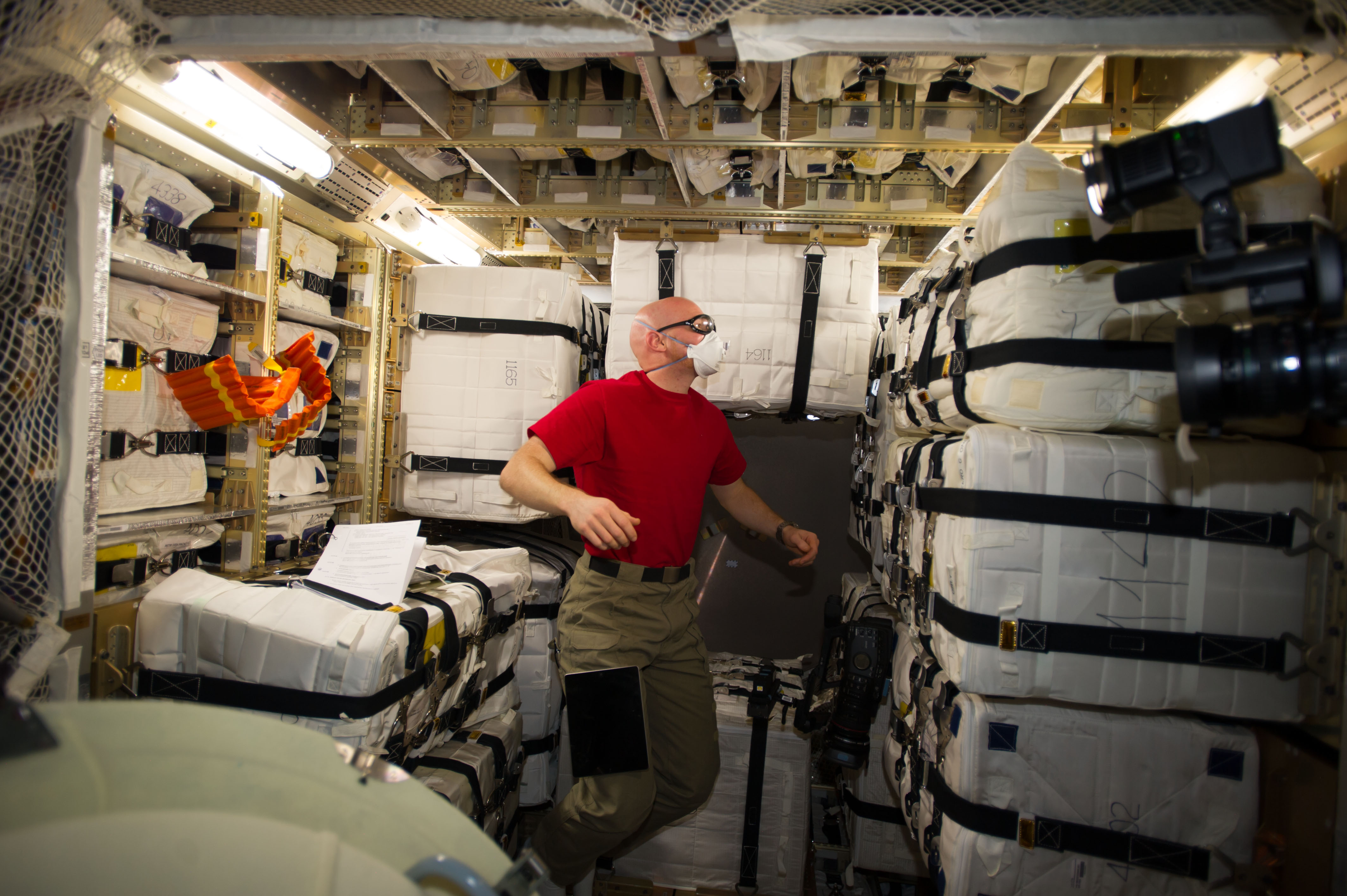
L'astronaute européen Alexander Gerst dans l'ATV-5 Georges Lemaître lors de l'expédition 40 en 2014.

La même année, le laboratoire spatial Columbus, seul module européen de la station spatiale, est envoyé dans l'espace dans le cadre de la mission de navette STS-122. Le Belge Frank De Winne, astronaute européen, devient le premier commandant non américain ou russe de l'ISS lors de l'expédition 21.

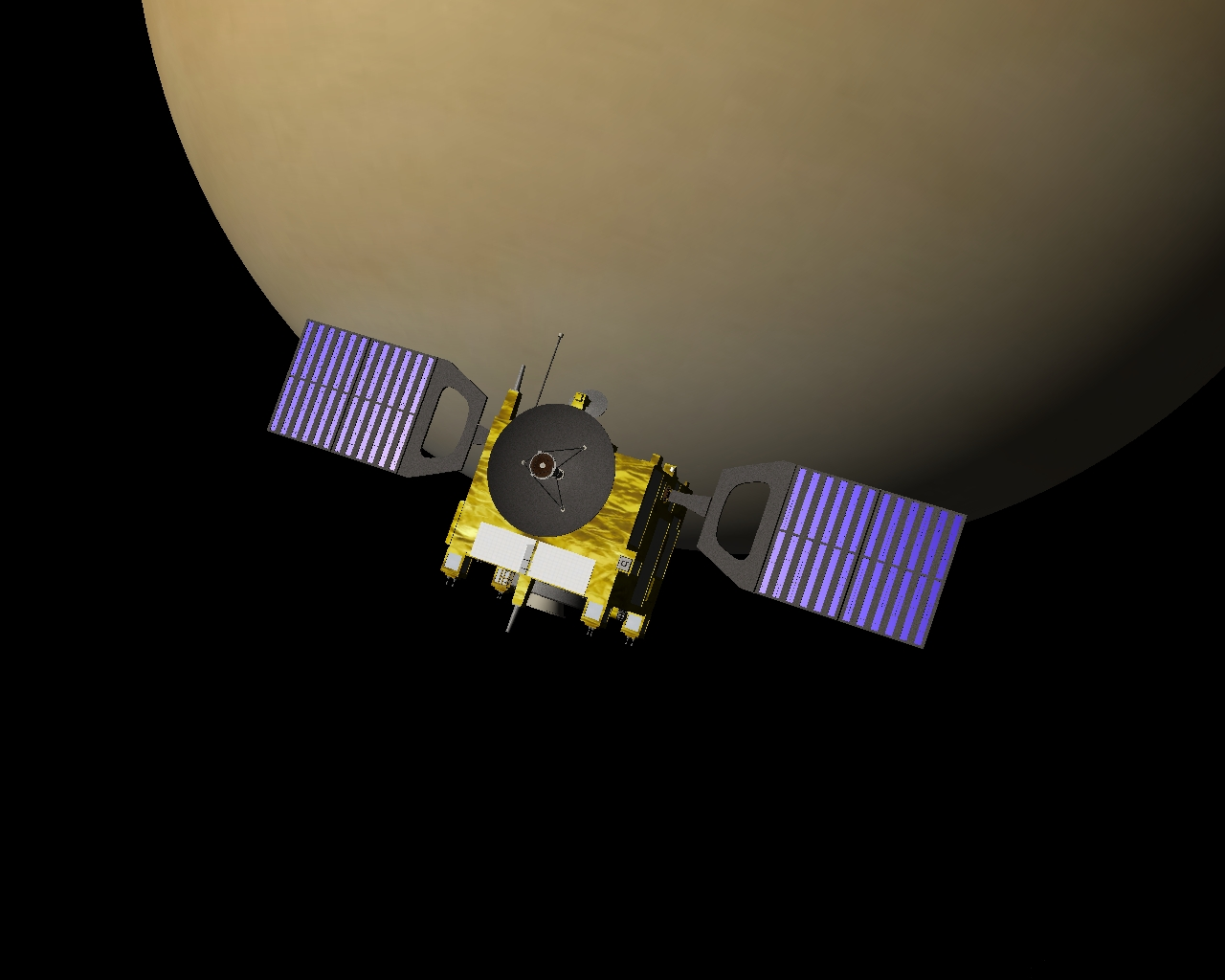
Venus Express en orbite vénusienne (image d'artiste).

### Création des programmes Copernicus et Galileo avec l'Union européenne
Le traité de Lisbonne renforce en 2009 les arguments en faveur de l'espace en Europe et le rôle de l'Agence spatiale européenne en tant qu'agence spatiale de recherche et développement. L'article 189 du traité donne à l'UE le mandat d'élaborer une politique spatiale européenne et de prendre des mesures connexes, et prévoit que l'UE établisse des relations appropriées avec l'ESA. La première conférence internationale UE-ESA sur l'exploration spatiale humaine a lieu à Prague les 22 et 23 octobre 2009. Une feuille de route qui déboucherait sur une vision commune et une planification stratégique dans le domaine de l'exploration spatiale a été discutée. Des ministres des 29 membres de l'UE et de l'ESA ainsi que des membres du Parlement étaient présents.

### Programme d'observation de la Terre Copernicus
L'Agence spatiale européenne et l'Union européenne, à travers l'Agence européenne pour l'environnement (AEE), lancent en 2008 le programme Copernicus (initialement GMES) dont l'objectif est de doter l'Europe d'une capacité opérationnelle et autonome d'observation de la Terre. L'objectif est de rationaliser le recueil et l'utilisation de données relatives à l'environnement et à la sécurité issues de sources multiples, afin de disposer d'informations et de services fiables chaque fois que cela est nécessaire. Copernicus permettra de rassembler l'ensemble des données obtenues à partir de satellites environnementaux et d'instruments de mesure sur site, afin de produire une vue globale et complète de l'état de notre planète. Copernicus comprend un important segment spatial. Dans un premier temps, celui-ci exploite les données fournies par les satellites opérationnels (ENVISAT, ERS…). Copernicus prévoit le développement d'une flotte de satellites d'observation de la Terre spécialisés (imagerie, radar, océanographie, météorologie…), les Sentinel, dont la conception et la gestion sont confiées à l'ESA. Le premier d'entre eux est lancé en 2014, et courant 2019, six satellites Sentinel sont en orbite et le lancement de nombreux autres est planifié.

### Système de positionnement par satellites Galileo
L'Union européenne charge l'Agence spatiale européenne de développer et entretenir le segment spatial du programme de géopositionnement Galileo, concurrent civil du GPS américain. L'ESA doit donc construire, tester et lancer les satellites. Le déploiement du système de géoposition par satellite Galileo s'accélère au cours des années 2010 avec le lancement de nombreux satellites. Quatre satellites de validation dits IOV sont lancés en 2011-2012. En 2014, deux satellites sont placés sur une mauvaise orbite, mais restent utilisables. Six autres satellites sont lancés sur trois Soyouz en 2015-2016. Trois Ariane 5 ES sont également utilisées en 2016, 2017 et 2018 pour lancer quatre satellites à chaque fois.

Les deux versions du lanceur Ariane 6 : Ariane 62 avec deux boosteurs P120C et Ariane 64 avec quatre.

Il est prévu que la constellation soit complète en 2020. Elle comprendra alors 24 satellites opérationnels et six satellites en support[Passage à actualiser].

### LanceursVegaetAriane 6(2014-)
En 2014, le développement de deux nouveaux lanceurs est acté : Ariane 6 pour un premier vol en 2021 et Vega-C. Ces deux fusées partageront un élément commun : le P120C à poudre, qui servira de premier étage pour Vega-C et de boosteur pour Ariane 6. Avec Ariane 6, l'Europe veut diviser par deux le prix du kilogramme envoyé en orbite, afin de faire face à la forte concurrence de SpaceX, qui ne cesse d'abaisser le coût d'accès à l'espace. SpaceX est en effet devenu en 2017 le chef de file du marché de lancement de satellite, une place occupée depuis des années par Arianespace. Un partenariat public-privé est mis en place pour ces nouveaux lanceurs : l'ESA est chargé du développement d'Ariane 6 jusqu'en 2020, le CNES de la construction d'un nouvel ensemble de lancement ELA-4 à Kourou, et la société ArianeGroup, filiale commune d'Airbus Defence and Space et de Safran, est chargée de la production industrielle et de la commercialisation.
Parallèlement, les projets Prometheus (moteur fusée innovant au méthane-oxygène) et le démonstrateur de lanceur réutilisable Callisto mené en collaboration avec la JAXA sont proposés,.
Le 25 octobre 2018, un accord est signé par l'Agence spatiale européenne et les principales agences spatiales nationales (CNES, DLR, etc.). Ces dernières s'engagent à utiliser des lanceurs européens pour les lancements institutionnels, afin de soutenir leur développement et leur exploitation,. L'Europe est en effet la région du monde où la part de lancements institutionnels est la plus faible dans le monde.
En mai 2021, l'ESA attribue un nouveau contrat de 135 millions d'euros à ArianeGroupe pour poursuivre le développement de Prometheus.

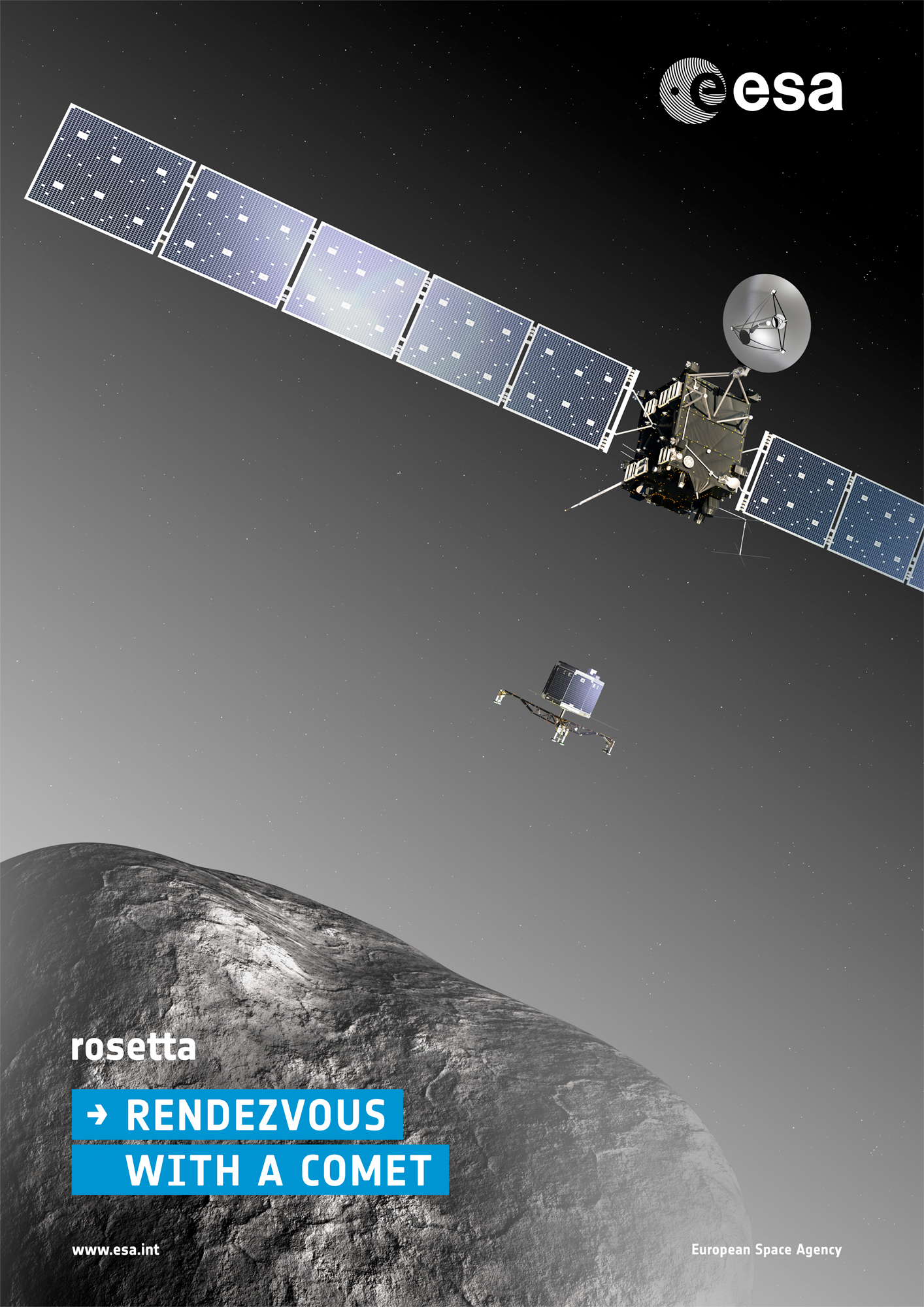
Poster présentant la mission Rosetta-Philae.

### Succès des missions scientifiques européennes

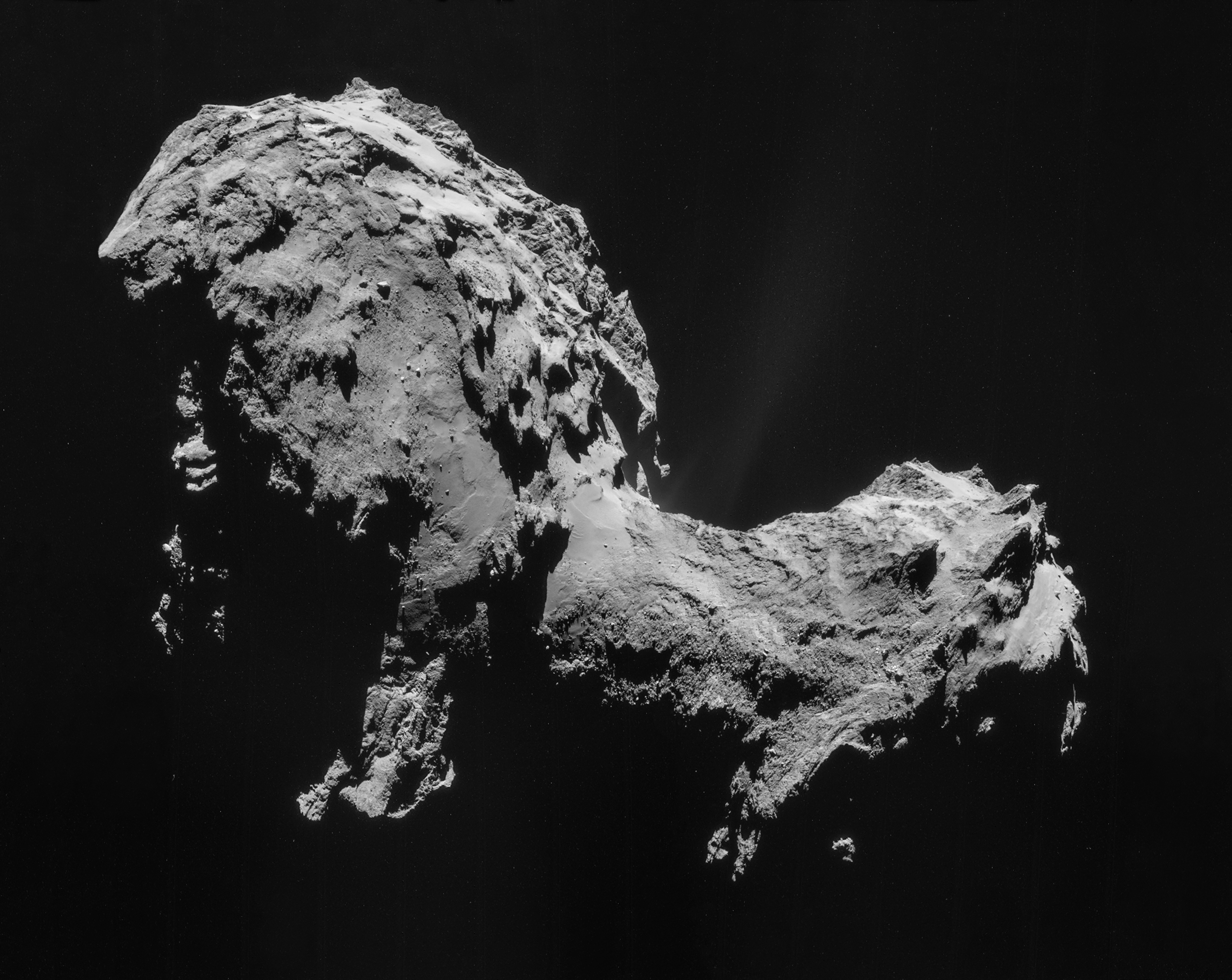
La comète 67P/ Tchourioumov-Guerasimenko vue le 19 septembre 2017 par Rosetta.

La sonde Mars Express continue à étudier Mars et participe activement à la recherche,. En 2014, l'Agence spatiale européenne signe deux premières historiques grâce à la sonde Rosetta, qui se met en orbite autour de la comète 67P/Tchourioumov-Guérassimenko en août, et à l'atterrisseur Philae, qui se pose le 12 novembre sur cette dernière. Le 3 décembre 2015 décolle LISA Pathfinder pour tester les technologies nécessaires à la détection des ondes gravitationnelles. En 2016 décolle la première partie du programme ExoMars avec l'orbiteur Trace Gas Orbiter et l’atterrisseur EDM-Schiaparelli. L’atterrisseur s'écrase sur la planète rouge à la suite d'une mauvaise estimation de l'altitude par l'ordinateur de bord. La rentrée atmosphérique du démonstrateur technologique et la mise sur orbite de l'orbiteur sont néanmoins des réussites. Cette même année, Rosetta, à court de carburant, se pose sur 67P pour terminer sa mission. La mission BepiColombo, menée en coopération avec l'agence spatiale japonaise JAXA vers Mercure, décolle en octobre 2018,. Il est prévu que la sonde JUICE décolle en 2022 afin d'étudier le système jovien et en particulier le plus gros satellite naturel du Système solaire, Ganymède.

### Participation au programmeArtemisde la NASA
L'agence acte en 2013 la fourniture à la NASA de l'European Service Module (ESM, en français : « module de service européen »), partie du vaisseau d'exploration américain Orion de la mission Artemis I qui a lieu en 2022. Dans le cadre d'un échange avec l'agence américaine, ce module permet d'assurer la présence d'astronautes européens dans la Station spatiale internationale jusqu'en 2019. Un second exemplaire sera fourni pour la mission Artemis II et permettra à l'agence d'assurer sa participation à l'ISS jusqu'à la mi-2021. D'autres ESM sont prévus pour les missions Artemis III à Artemis VI.
À son arrivée à la tête de l'agence en 2015, l'Allemand Johann-Dietrich Woerner, qui a remplacé le français Jean-Jacques Dordain, propose un nouveau projet à long terme : le Village lunaire international. Selon lui, il ne s'agit pas d'un projet précis, mais plutôt d'un concept pour réfléchir à une collaboration entre les partenaires de l'ISS et même d'autres pays après la fin du programme.

### Le futur programme scientifiqueVoyage 2050
Voyage 2050 est le programme spatial scientifique de l'Agence spatiale européenne (ESA) pour la période 2035-2050, qui doit prendre la suite du programme Cosmic Vision. Comme ce programme, il comprendra des missions lourdes et moyennes ainsi que des missions moins couteuses qui seront sélectionnées par un comité scientifique parmi les propositions de la communauté scientifique. Les thèmes scientifiques traités par les futures missions ont été déterminés en 2021 (étude des lunes des planètes géantes susceptibles d'héberger la vie, étude des exoplanètes bénéficiant d'un environnement modéré, détection avancée des ondes gravitationnelles) et une première mission lourde pourrait être sélectionnée fin 2023 pour traiter le premier thème,. La première mission du programme Voyage 2050 est sélectionnée début 2024 par le comité scientifique. Comprenant un orbiteur et un atterrisseur, elle doit étudier Encelade, une des lunes de Saturne. Son lancement doit intervenir entre 2040 et 2045 pour un atterrissage à la surface d'Encelade vers 2054,.

## Pays membres
L'Agence spatiale européenne comprend vingt-trois pays membres. Trois de ces pays, la Norvège, le Royaume-Uni et la Suisse, ne font pas partie de l'Union européenne. A contrario, des pays ayant adhéré à l'Union européenne ne sont pas membres de l'agence spatiale soit parce qu'ils ne le souhaitent pas, soit parce qu'ils sont candidats mais qu'ils sont dans une phase de préparation imposée par l'agence au cours de laquelle ils doivent s'assurer de la maturité de leur recherche et de leur industrie spatiale. C'est par exemple le cas de la Bulgarie, qui a posé sa candidature.
Les dix membres des agences ELDO et ESRO qui ont précédé l'ESA — France, Allemagne, Royaume-Uni, Italie, Espagne, Belgique, Suède, Pays-Bas, Suisse et Danemark — sont tous membres de fait de l'Agence spatiale européenne lorsque celle-ci est créée. Ils fournissent encore 95 % des fonds début 2015. Ils ont été rejoints par l'Irlande (30 décembre 1986), l'Autriche (30 décembre 1986), la Norvège (1er janvier 1995), la Finlande (14 novembre 2000), le Portugal (14 novembre 2000), la Grèce (9 mars 2005) et le Luxembourg (8 juillet 2008). La disparition du rideau de fer a permis l'adhésion de plusieurs pays de l'Est : la République tchèque (22 décembre 2011), la Roumanie (19 novembre 2012), la Pologne (19 novembre 2012), l'Estonie (1er septembre 2015), la Hongrie (4 novembre 2015) et la Slovénie (18 juin 2024). Ce dernier État devient le 23e membre à part entière le 1er janvier 2025.
Trois pays sont membres associés : la Lettonie (2020), la Lituanie (2021) et la Slovaquie (2022).
L'Agence spatiale européenne a par ailleurs conclu des accords avec des pays européens non-membres et des pays extra-européens dans le but d'intensifier la coopération dans le domaine spatial. Ainsi, la Charte PECS (Plan for European Cooperating State) a pour objectif de préparer sur une période de cinq ans des pays européens désireux de devenir membre de l'agence en accroissant leur expertise dans le domaine de la recherche et du développement ainsi que sur le plan industriel. La Pologne (signataire PECS 2007) , la République tchèque (2004), la Roumanie (2007), la Hongrie (2003), l'Estonie (2009) et la Slovénie (2010) sont passées par cette phase avant de devenir membres de l'Agence spatiale européenne. La Lettonie (2013), la Lituanie (2014), la Bulgarie (2015), Chypre (2016), la Croatie (2023) et Malte (2024) font partie du PECS,,.
D'autres États, européens ou non, ont conclu des accords de coopération : Ukraine (2008), Turquie (2004) et Israël (2011).
Enfin le Canada, situé en dehors de l'Europe, a depuis la création de l'agence spatiale un statut particulier en tant que membre associé. État coopérant à statut privilégié, il dispose d'une place au conseil de l'agence.
| |  |
| - Pays membres de l'Agence spatiale européenne - Membre associé - Pays ayant signé la charte PECS - Pays ayant signé un accord de coopération avec l'ESA |  |

## Organisation

### Direction
L'Agence spatiale européenne est administrée par un directeur général. Celui-ci est désigné tous les quatre ans à la majorité des deux tiers par le conseil d'administration de l'agence, constitué de représentants de chaque pays participant. Le directeur général est assisté de dix directeurs, qui ont chacun soit la responsabilité d'un établissement, soit celle d'un des principaux programmes de l'agence. Le directeur en fonction depuis mars 2021 est l'Autrichien Josef Aschbacher,, qui était jusque-là directeur du programme d'observation de la Terre (notamment du programme Copernicus) et responsable de l'établissement italien de l'agence, l'ESRIN. Ses prédécesseurs étaient l'Anglais Roy Gibson (1975-1980), le Danois Erik Quistgaard (1980-1984), l'Allemand Reimar Lüst (1984-1990), le Français Jean-Marie Luton (1990-1997), l'Italien Antonio Rodotà (1997-2003), le Français Jean-Jacques Dordain (2003-2015) et l'Allemand Jan Wörner (2015-2021). Tous les directeurs généraux choisis sont des ingénieurs ayant fait leur carrière dans le domaine de l'industrie ou de la recherche spatiale.

### Établissements de l'agence spatiale
L’Agence spatiale européenne, dont les effectifs se montent à environ 5 000 personnes (2020), comprend une dizaine d'établissements répartis dans les différents pays contributeurs, ayant chacun un domaine d'intervention bien précis.

#### Siège
Le siège de l'agence se situe au 8-10, rue Mario-Nikis, à Paris, en France. On y trouve les responsables des principaux programmes ainsi que les activités administratives.

#### Centre de développement et d'essais des engins spatiaux (ESTEC)
L'ESTEC, Centre européen de technologie spatiale, est le centre où sont conçus la plupart des véhicules spatiaux de l'ESA et de ses activités de développement technologique. Il est implanté à Noordwijk, aux Pays-Bas. Il s'agit également du plus grand établissement de l'ESA. L'ESTEC dispose d'un ensemble d'installations permettant d'effectuer les différents tests des engins spatiaux : tests thermiques, électromagnétiques, vibrations mécaniques et sonores.

#### Centre de contrôle des missions (ESOC)

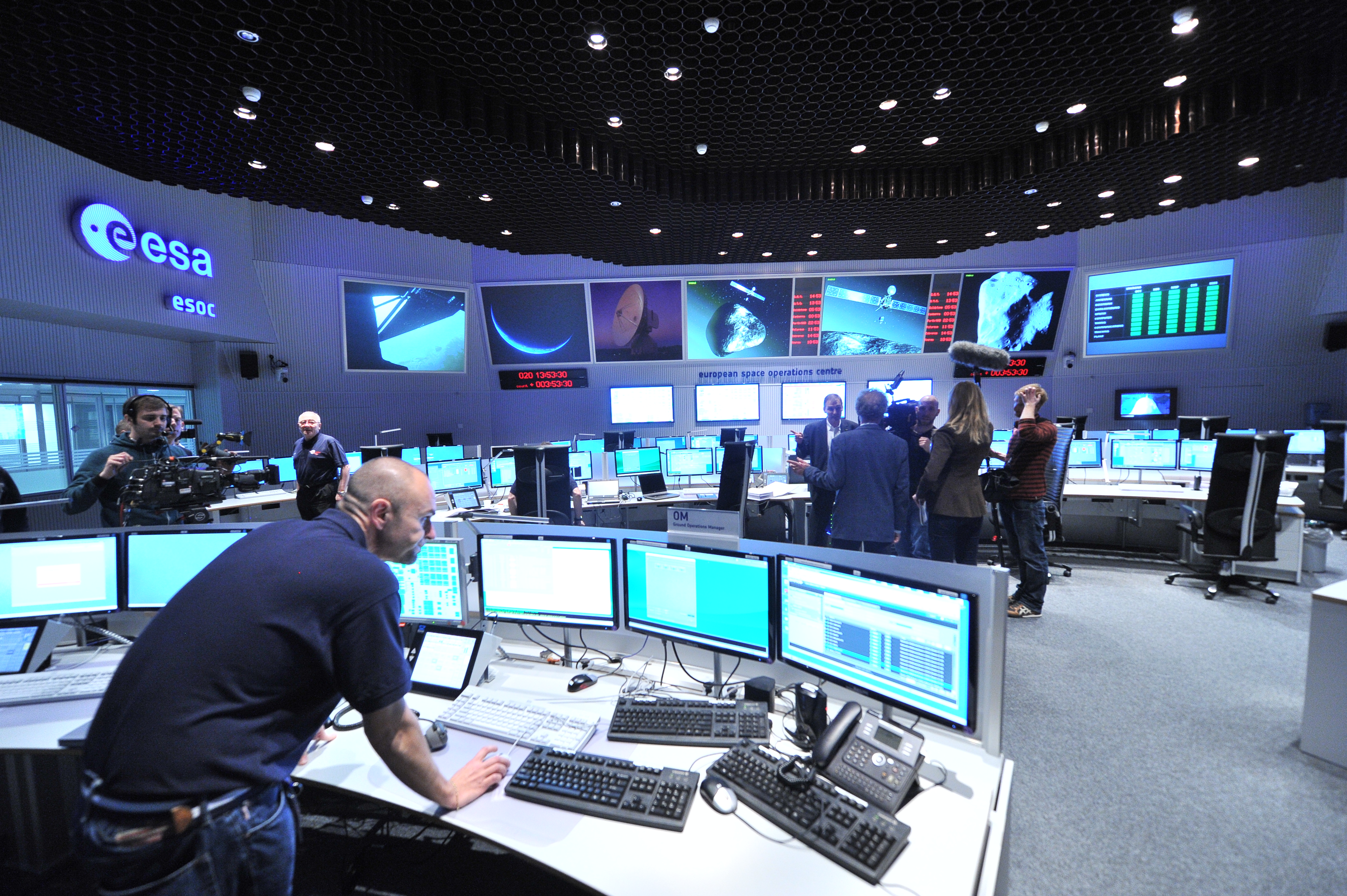
Salle de contrôle de l'ESOC en Allemagne.

L'ESOC (en anglais European Space Operations Centre), Centre européen d'opérations spatiales, surveille et contrôle les engins spatiaux de l'agence spatiale une fois qu'ils ont été lancés en s'appuyant sur le réseau d'antennes de l'ESTRACK. Il se situe à Darmstadt, près de Francfort, en Allemagne.

#### Centre spatial guyanais (CSG)
Les lanceurs de l'agence spatiale (Ariane 5 et Vega) sont tous tirés depuis le Centre spatial guyanais, dont certains emportent des charges utiles de l'ESA. Cet établissement de l'agence spatiale française bénéficie d'excellentes conditions de lancement vers l'orbite géostationnaire grâce à la proximité de l'équateur. Il permet également des lancements en orbite polaire grâce à l'orientation de la côte mais dans des conditions moins favorables. L'agence européenne finance depuis 1975 les deux tiers du budget du centre spatial de Kourou qui est géré conjointement avec le CNES (propriétaire foncier) et Arianespace l'intégrateur des lanceurs. Cette contribution comprend le financement des campagnes de lancement et les aménagements nécessaires pour adapter le site à l'évolution des lanceurs. L'ESA a investi depuis sa création près de 1,6 milliard d’euros dans le CSG. Deux nouveaux pas de tir ont été inaugurés en 2011 pour la fusée Soyouz (ELS) fréquemment utilisée par Arianespace pour lancer les satellites et sondes spatiales de l'agence, et en 2012 pour le nouveau lanceur européen Vega,(ELV).Un pas de tir dit ELA-4 est en construction pour accueillir Ariane 6.

Établissements de l'Agence spatiale européenne
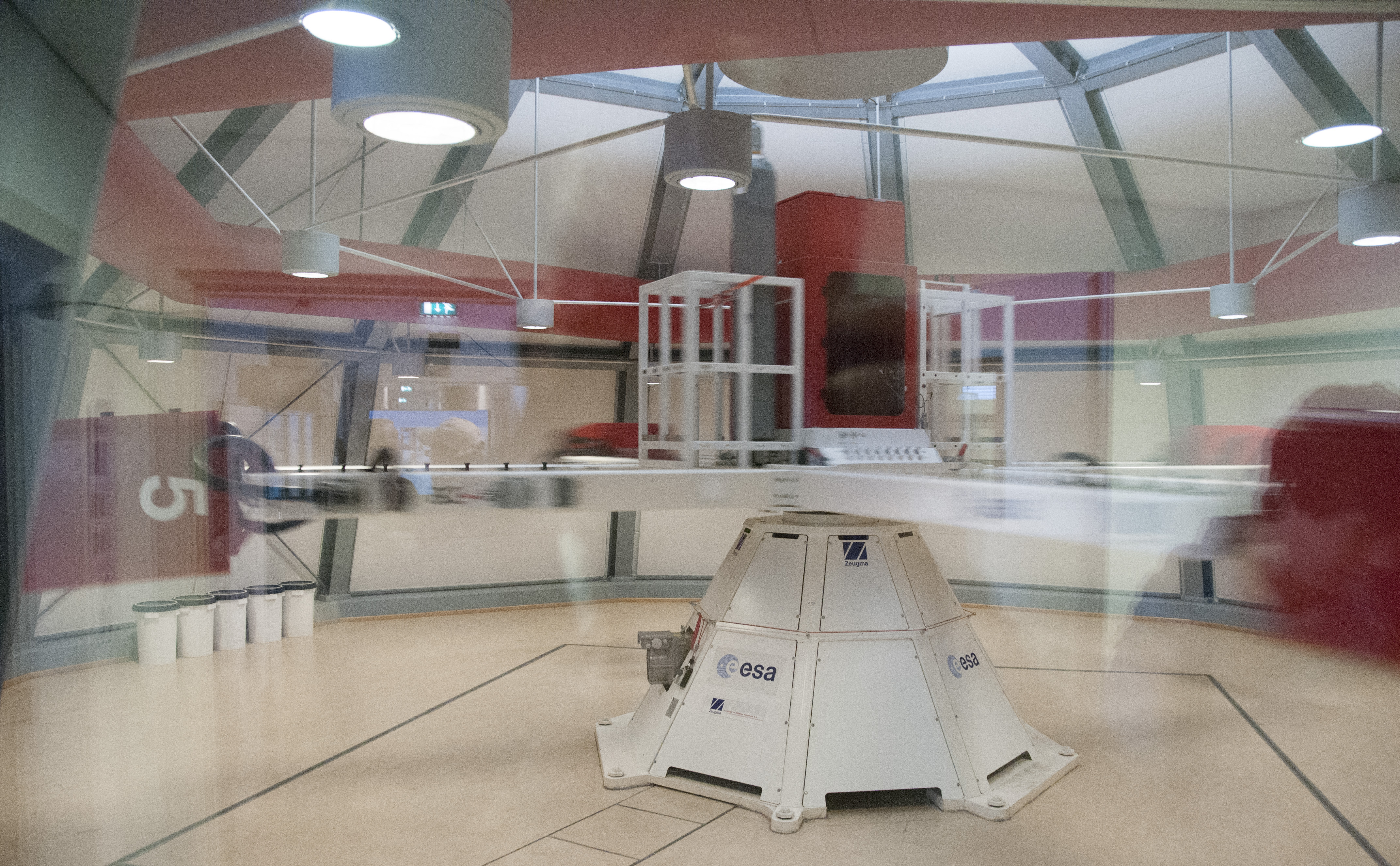
Centrifugeuse à l'ESTEC.
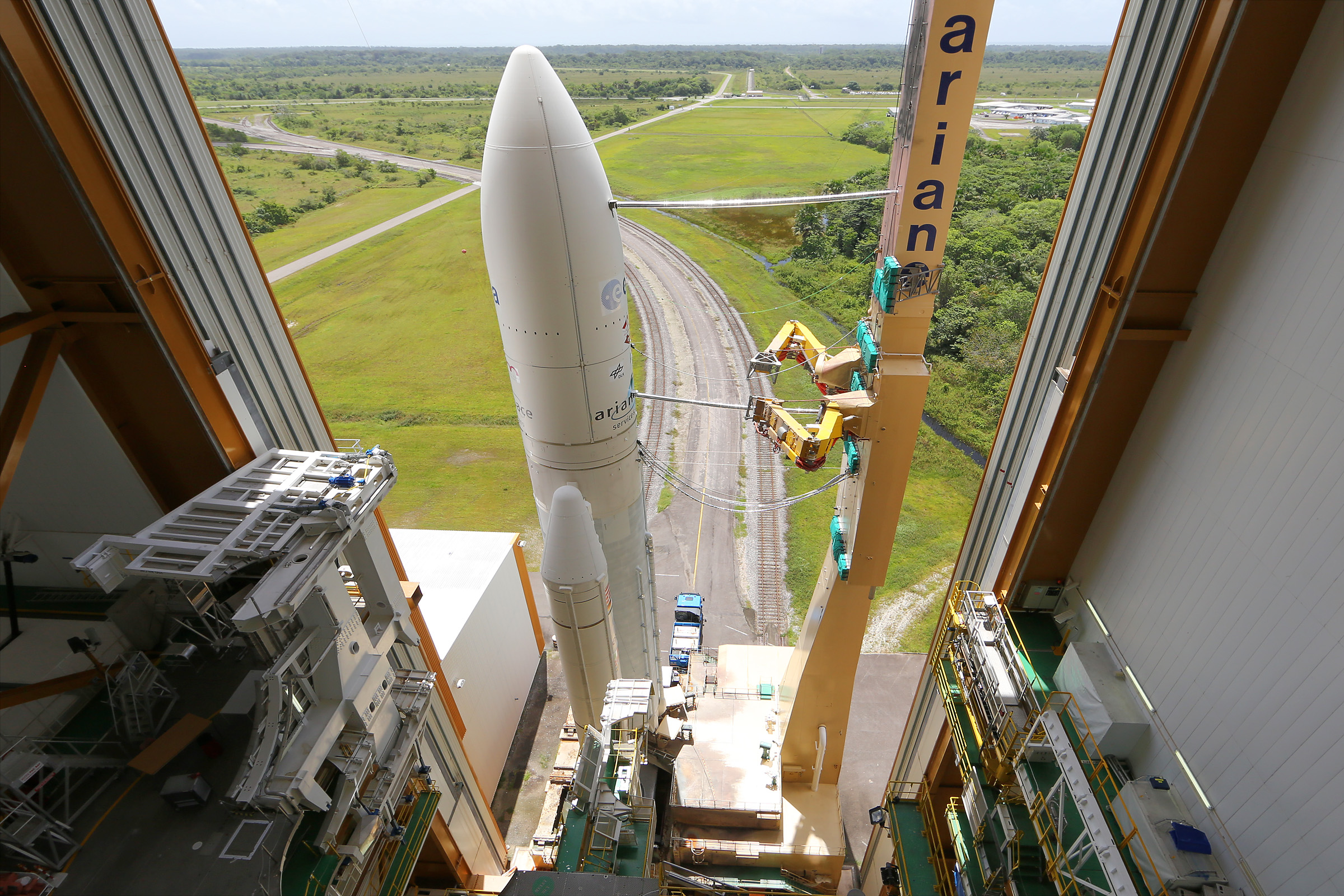
Bâtiment d'assemblage du lanceur Ariane 5 à Kourou.

#### Réseau de stations au sol (ESTRACK)

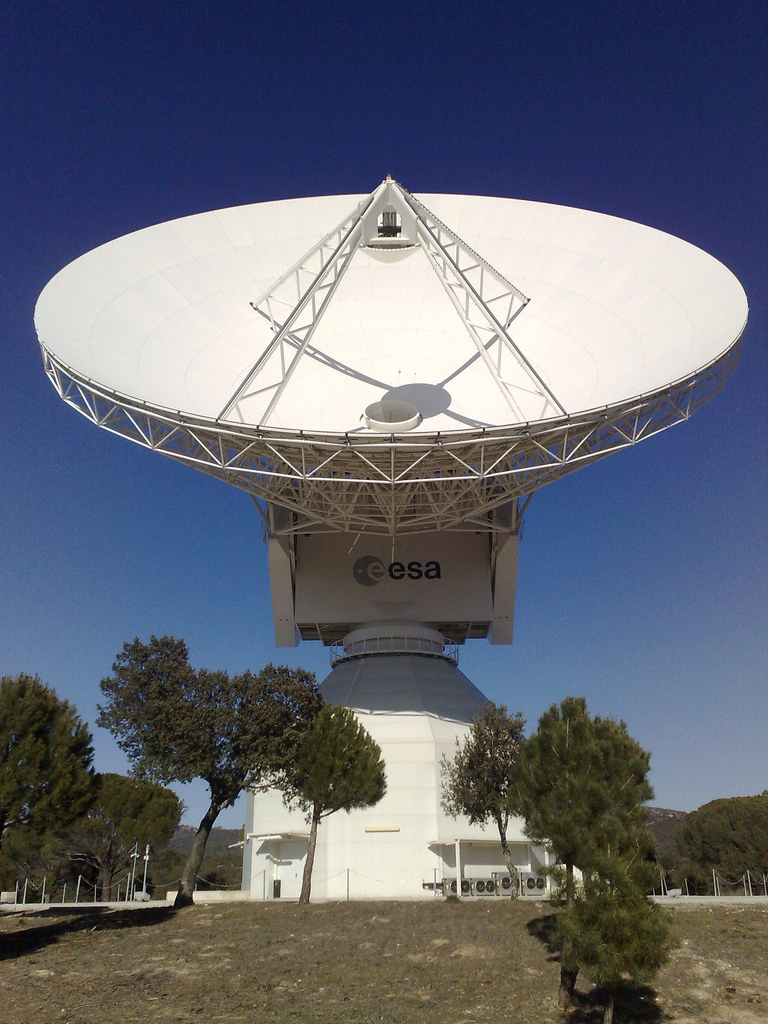
Antenne de l'ESTRACK à Cebreros en Espagne

Le Réseau de station de poursuite européen (en anglais : European Space Tracking Network, ou ESTRACK) est un réseau de stations au sol et de stations de poursuite situés dans différentes régions du monde qui permet de contrôler le fonctionnement et l'orbite des engins spatiaux de l'Agence spatiale européenne et de collecter les données recueillies par leurs instruments. L'ESTRACK comprend un réseau de dix stations réparti sur toute la planète. Toutes ces stations comportent des antennes paraboliques de taille moyenne (15 mètres ou moins) pour les engins spatiaux circulant sur l'orbite terrestre. Trois antennes de 35 mètres implantées à Cebreros en Espagne, à New Norcia en Australie et à Malargüe en Argentine assurent les communications avec les sondes interplanétaires. Par ailleurs l'agence européenne a des accords avec d'autres agences spatiales pour la mise en commun des réseaux de station.

#### Autres centres
- Le Centre des astronautes européens (EAC), forme les astronautes aux futures missions et plus particulièrement ceux qui partent en mission à bord de la Station spatiale internationale ISS. Il se trouve à Cologne, en Allemagne[81].
- L'Institut européen de recherches spatiales (ESRIN), est basé à Frascati, près de Rome, en Italie. Ses responsabilités comprennent la collecte, le stockage et la distribution des données satellitaires aux partenaires de l'ESA ainsi qu'une fonction de centre des technologies de l'information de l'Agence. Il dirige également le projet de lanceur Vega[82].
- Le Centre d'astronomie spatiale européen (ESAC) basé à Madrid, Espagne[83]. Il pilote les opérations scientifiques de toutes les missions d’astronomie et d’exploration planétaire de l’ESA et conserve leurs archives[84].
- Le Centre européen des applications spatiales et des télécommunications (ECSAT), situé à Oxford, au Royaume-Uni a été créé en 2009 et doit employer à compter de 2015 une centaine de personnes. Il doit développer en particulier les applications des satellites de télécommunications, un des points forts de l'industrie spatiale britannique[85].
- Le centre de Redu en Belgique héberge une quarantaine d'antennes de l'ESTRACK ainsi que le site centralisant les données de météorologie spatiale[85].
- L’European Space Deep-Tech Innovation Centre ESDI (centre européen d’innovation dans la "deep tech" spatiale) qui a son siège au Switzerland Innovation Park Innovaare, qui se trouve à proximité immédiate de l'Institut Paul Scherrer, PSI, en Suisse[86].

L'ESA dispose également de bureaux de liaison en Belgique à Bruxelles, en Russie à Moscou avec l'agence spatiale Roscosmos, aux États-Unis à Washington avec le siège de la NASA et à Houston d'où est géré le programme de la Station spatiale internationale ainsi qu'en France à Kourou en Guyane dans le Centre spatial guyanais.

## Politique de l'agence spatiale

### Élaboration du programme spatial

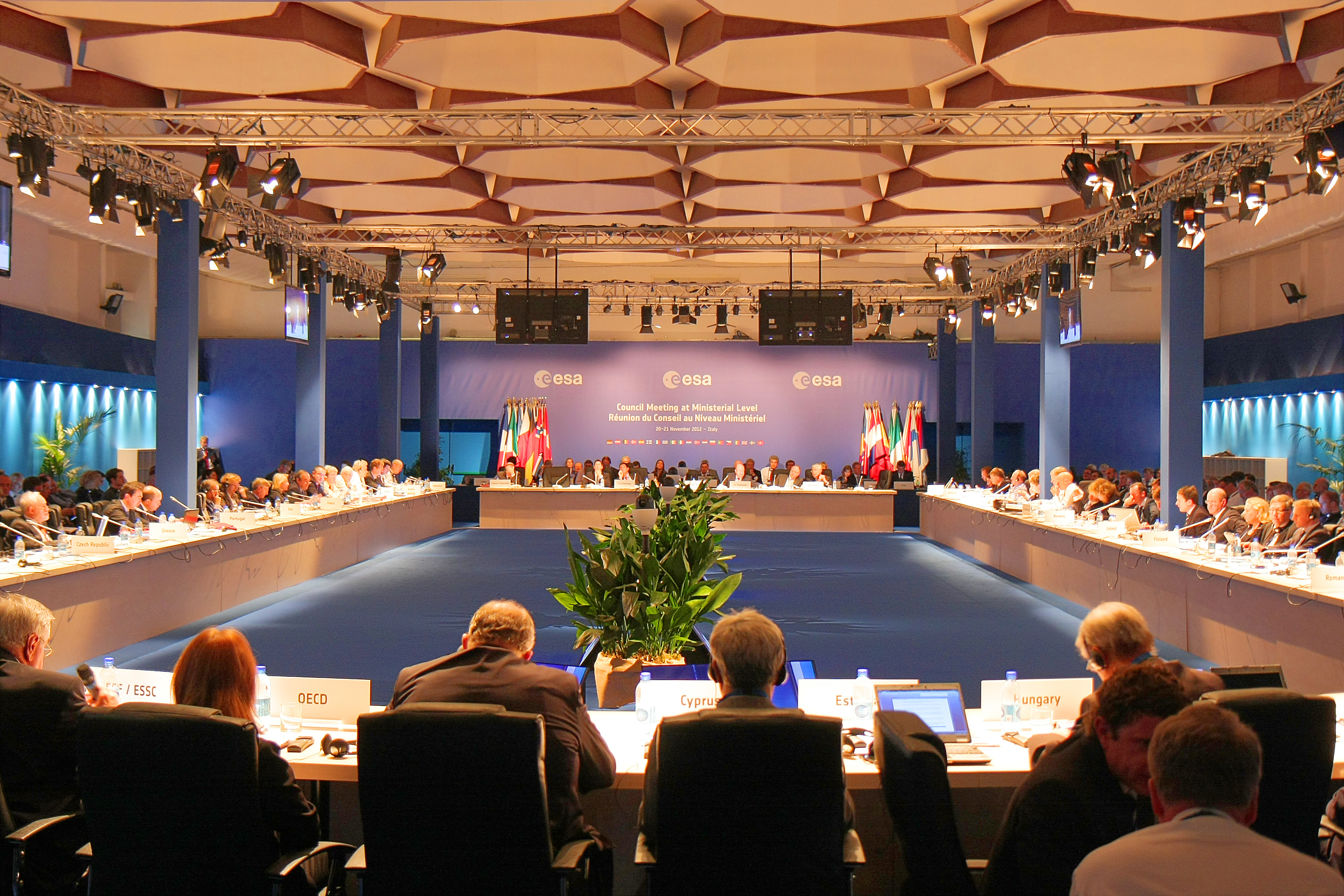
Conseil des ministres de l'ESA en décembre 2012.

Le programme spatial de l'Agence spatiale européenne est élaborée en son sein. Ses lignes directrices (lancements de nouveaux projets, budget alloué aux nouveaux programmes) sont validées par le Conseil de l'Agence spatiale européenne qui se réunit à une fréquence déterminée par les décisions à prendre. Le Conseil est constitué par un représentant de chaque État membre. Pour les prises de décision stratégiques, généralement une fois tous les deux à trois ans, le Conseil est constitué des ministres exerçant la tutelle de l'activité spatiale dans leur pays. Chaque État membre dispose d'une voix, quelle que soit sa taille ou sa contribution financière. Ce droit de vote ne s'applique pas lorsque l'objet de la décision porte sur un programme facultatif auquel le pays ne participe pas. Le Conseil élit pour deux ans un président et des vice-présidents chargés de préparer les travaux et d'assurer la liaison avec les États membres et les membres de l'agence spatiale.
Le Conseil de l'agence :
- valide à la majorité les activités obligatoires (programme scientifique et coûts généraux) et les activités de base ;
- valide à l'unanimité le niveau des ressources pour la période quinquennale ;
- accepte les nouveaux programmes facultatifs à la majorité des États membres ;
- adopte le budget annuel général à la majorité des deux tiers ;
- approuve le budget de chaque programme à la majorité des deux tiers des représentants des pays participant au programme ;
- décide de l'admission des nouveaux États à l'unanimité ;
- décide des embauches et des licenciements du personnel de direction sur proposition du Directeur général de l'agence ;
- désigne tous les quatre ans à la majorité des deux tiers le Directeur général qui est chargé de mettre en application les décisions prises[88].

## Activité
L'Agence spatiale européenne intervient dans tous les domaines de l'activité spatiale civile. À côté des programmes et missions initiés par l'ESA, cette dernière prend également en charge la gestion du segment spatial de programmes implémentés par des partenaires institutionnels (Union Européenne, EUMETSAT). Cette dernière activité qui représente environ 25 % du budget de l'agence comprend :
- le programme Galileo de navigation par satellites financé à 100 % par la communauté européenne ;
- une partie du programme Copernicus (collecte des données par des satellites d'observation de la Terre) avec la même source de financement ;
- les satellites météorologiques utilisés et financés par l'agence européenne EUMETSAT.

Le poids de ces différentes activités, mesuré à travers leur budget, est en 2021 le suivant :
- observation de la Terre : collecte systématique des données (Sentinel du programme Copernicus financé par l'Union Européenne), satellites météorologiques financés par l'EUMETSAT, satellites scientifiques d'étude de la Terre (programme Earth Explorer) : 1 440 M€ 22,2 % ;
- lanceurs Ariane 5, Ariane 6, Vega : 1 176 M€ 18,1 % ;
- navigation par satellites (programme Galileo) financé par l'Union Européenne : 1 124 M€ 18,9 % ;
- programme scientifique : missions d'exploration du Système solaire, télescopes spatiaux, missions de cosmologie, etc. : 557 M€ 8,8 % ;
- exploration robotique (rover ExoMars et le programme PRODEX) et vol spatial habité (participation à la Station spatiale internationale, participation au programme Artemis via des contributions au vaisseau spatial Orion et à la station lunaire Gateway) : 734 M€ 7,7 % ;
- télécommunications : 436 M€ 6,7 % ;
- budget général : 262 M€ 4 % ;
- support technologique : 219 M€ 3,4 % ;
- surveillance de l'espace : météorologie spatiale, débris spatiaux, défense planétaire : 164 M€ 2,5 % ;
- activités de base comprennent l'étude des projets futurs, les travaux de recherche technologique, la documentation et l'enseignement : 275 M€ 4,4 %.

### Coopération avec les autres agences spatiales
L'Agence spatiale européenne participe à plusieurs programmes lancés par d'autres agences spatiales. À côté de quelques missions où chacun des partenaires est plus ou moins à parité comme BepiColombo avec le Japon, Cassini-Huygens, LISA et Solar Orbiter avec la NASA, il s'agit plutôt de participations minoritaires portant généralement sur une partie de l'instrumentation scientifique :
- participations aux programmes de la NASA : télescope spatial Hubble, Station spatiale internationale, JWST, Orion (10 %) (2014) ;
- avec l'Agence d'exploration aérospatiale japonaise (JAXA) : Hinode (2006) • Akari (2006) ;
- avec l'agence spatiale française (CNES) : CoRoT (France) (2006), Microscope (2013), SMOS (2009), MicroCarb (2020) ;
- avec la China National Space Administration (CNSA) : Double Star (2003), Chang'e 1 (2007) ; l'ESA est également en pourparler avec la CMSA afin de fournir des expériences scientifiques à la Chine pour la station permanente Tiangong. Un astronaute européen pourrait voler vers cette station lors de la décennie 2020[90] ;
- avec l'agence spatiale indienne : Chandrayaan-1 (2008) ;
- avec l'agence spatiale russe Roscosmos : Luna 25 (2020+), Luna Resurs (2025+)

Les agences spatiales non européennes, en particulier la NASA, développent de leur côté certains des instruments embarqués dans les engins spatiaux de l'agence européenne.

## Budget de l'agence spatiale
Le budget de l'Agence spatiale européenne était de 7,15 milliards d'euro en 2022, soit la troisième agence spatiale dans le monde après la NASA et l'Administration spatiale nationale chinoise. Un budget de 16,9 milliards d'euros (hors contributions de l'Union Européenne) est prévu pour les trois prochaines années.
En 2021 le budget de l'Agence spatiale européenne était de 6,490 milliards d'euros en léger retrait par rapport à 2020 (6,680 milliards d'euros) dont 4,550 milliards d'euros au titre des programmes et activités de l'Agence spatiale européenne (4,870 milliards en 2020) et 1,994 milliard d'euros fournis par les partenaires institutionnels européens (Union européenne, EUMETSAT) (1,840 milliard en 2020),. En 2019 le budget de l'Agence spatiale européenne était de 5,720 milliards d'euros.

### Financement des activités et programmes de l'agence
Les activités obligatoires de l'agence spatiale (programmes de sciences spatiales et budget général), moins de 20 % du budget, sont financées par chacun des États membres au prorata de leur PIB. La participation de ceux-ci aux autres programmes est facultative et le montant de la participation n'est pas fixé. C'est ainsi que pour des raisons liées au rôle de la France dans le développement des lanceurs Ariane, 50 % de la participation financière de ce pays va au développement des lanceurs alors que l'Agence spatiale européenne y consacre moins de 20 % de son budget.

### Retour géographique
L'ESA fonctionne sur la base d'un « retour géographique », c'est-à-dire que la somme versée par un État membre est dépensée auprès des centres de recherche et de l'industrie spatiale de ce pays pour concevoir et fabriquer les engins spatiaux européens.

### Contribution des différents pays membres
La participation des différents pays membres de l'Agence spatiale européenne reflète des politiques spatiales nationales très variées. Depuis la création de l'agence, la France et l'Allemagne fournissent ensemble plus de 40 % du budget. L'Italie et le Royaume-Uni sont également des contributeurs importants (environ 10 % pour chacun de ces deux pays) mais si on les rapproche du PIB l'effort effectué est deux fois moins important que celui des deux pays leaders. Les dix premiers contributeurs qui sont également les fondateurs de l'agence, fournissent ensemble plus de 90 % des fonds hors participation de l'Union européenne. Le budget européen consacré à l'espace est relativement faible puisqu'il représente l'équivalent du prix d'un ticket de cinéma par citoyen d'un État membre de l'ESA. Aux États-Unis, les sommes consacrées aux activités spatiales civiles sont presque quatre fois plus élevées.
Pour la période 2019-2024, l’agence a voté un budget de 14,4 milliards d’euros de contributions de ses 22 États membres. L'Allemagne y contribuera à hauteur de 23 %, la France 18,5 % et l'Italie 16 %. Le budget sera notamment consacré à l'observation de la Terre et au transport spatial,.
En 2021 les principaux pays contributeurs sont par ordre décroissant la France (23,4 % du budget total), l'Allemagne (21,3 %), l'Italie (13 %), le Royaume-Uni (9,2 %), la Belgique (5,6 %), l'Espagne (4,9 %), la Suisse (3,8 %) et les Pays-Bas (1,9 %)

## Programme détaillé

### Observation de la Terre

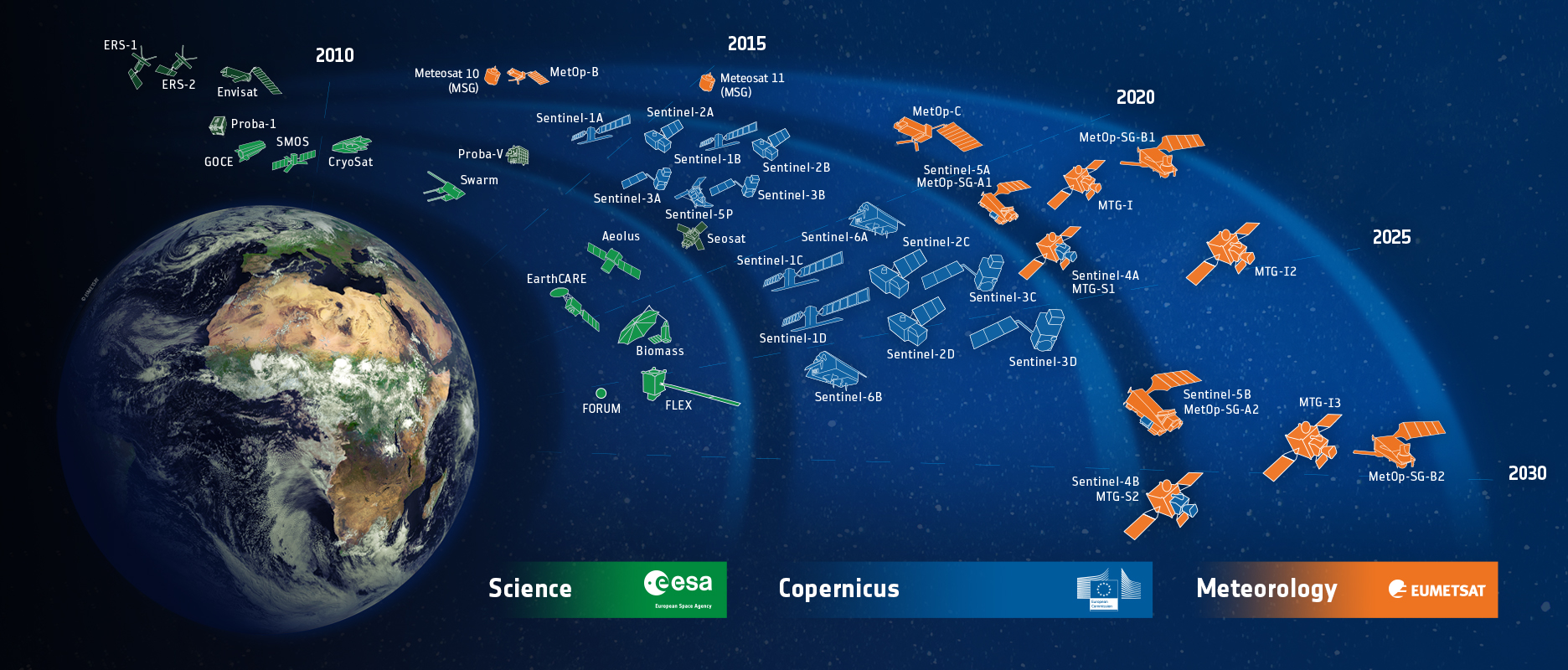
Aperçu des trois grandes familles de satellites d'observation de la Terre.

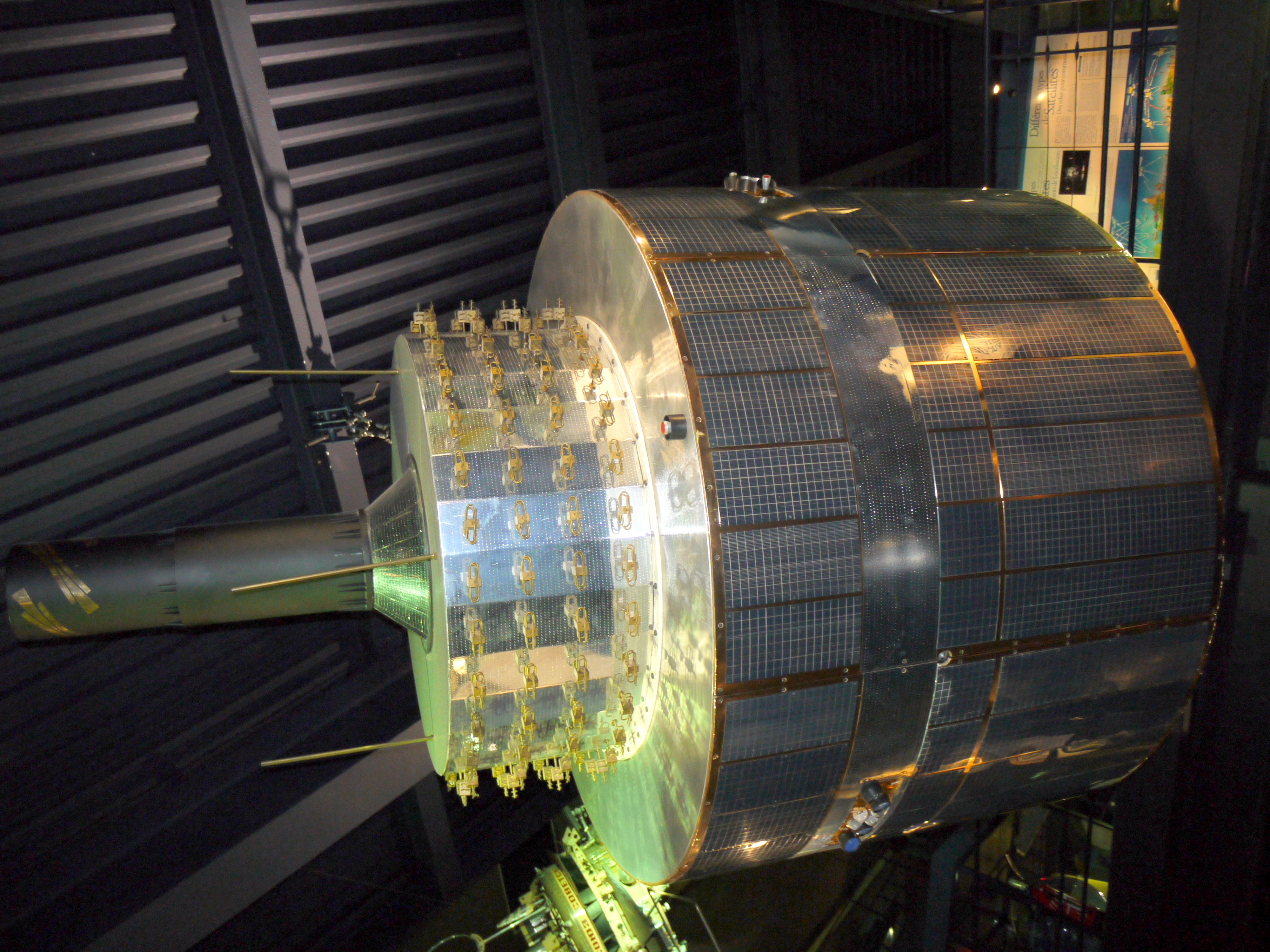
Maquette du premier satellite météorologique européen Meteosat 1.

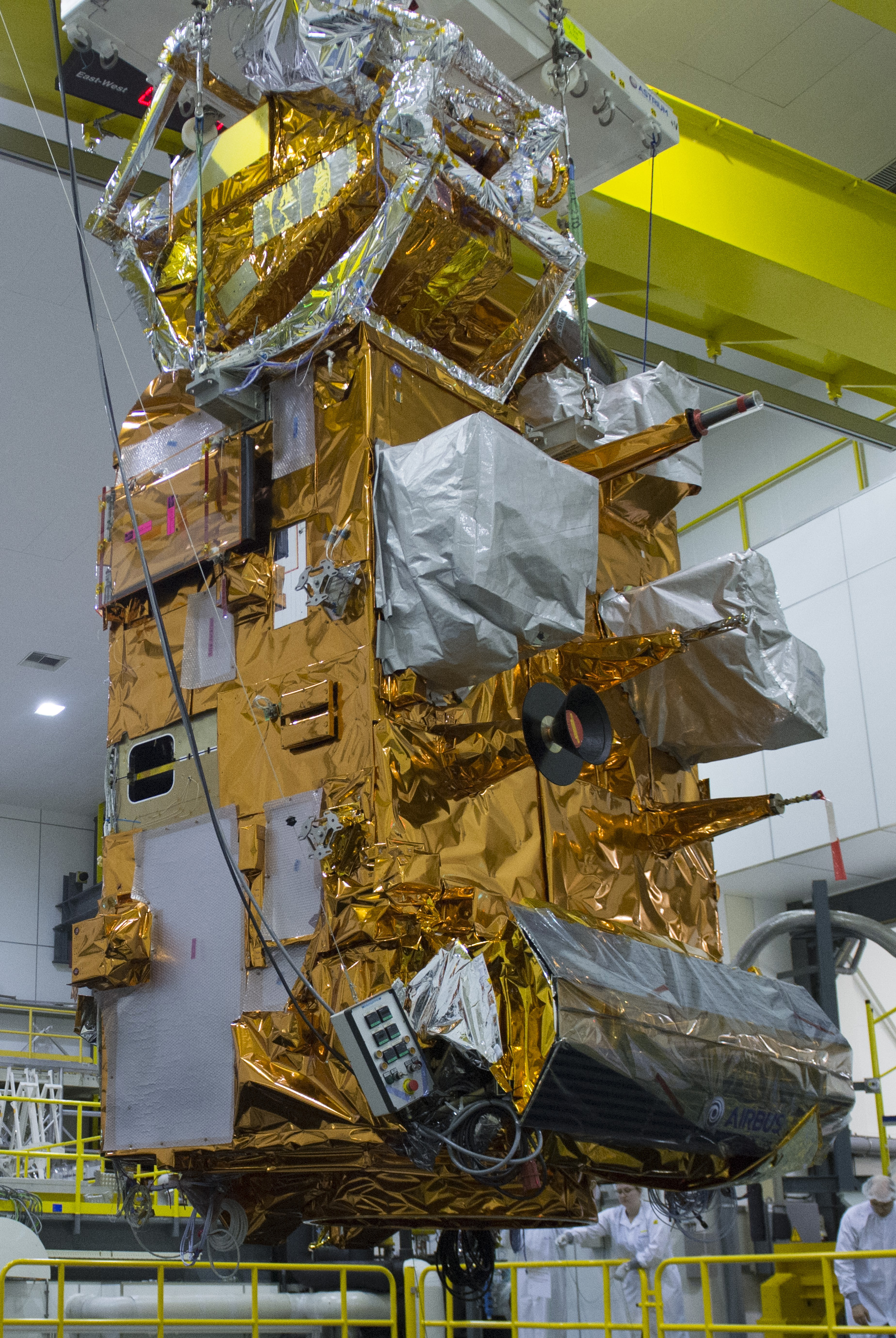
Le satellite météorologique polaire MetOp-C durant des tests thermiques.

Les missions d'observation de la Terre, regroupées au sein du programme Living Planet, constituent le domaine d'activité le plus important de l'agence : il absorbe 28,3 % du budget (2015) soit 1 254,3 millions €. Il regroupe des satellites spécialisés orientés vers la recherche et des satellites tournés vers la collecte de données dont font partie les satellites météorologiques.
Les satellites d'observation de la Terre, tournés vers la recherche (en anglais : Earth Explorers) sont destinés à améliorer notre connaissance de la Terre et de son climat. Chaque satellite étudie une caractéristique particulière. Les missions entrées en phase opérationnelles récemment sont :
- GOCE (2009-2013) dresse une carte détaillée du champ de gravité de la planète ;
- SMOS (2009-2012) étudie l'humidité superficielle des terres émergées et la salinité de la surface des océans, ainsi que le cycle de l’eau, pour mieux comprendre l'environnement terrestre et son évolution. SMOS apportera des informations importantes pour les prévisions météorologiques, la surveillance du climat et la prévision des catastrophes naturelles ;
- Cryosat-2 (2010) suit l’évolution des inlandsis continentaux et des banquises, pour étudier les glaces polaires et leur comportement à la suite du changement climatique de la Terre ;
- SWARM (2013) est constitué par 3 satellites qui doivent cartographier le champ magnétique terrestre (mesure d'intensité, de la direction et des variations), pour améliorer la connaissance du système terrestre, en apportant un nouvel éclairage sur l'évolution de son climat et des processus qui se déroulent à l'intérieur même de la Terre ;
- ADM-Aeolus (2018) étudie la dynamique de l’atmosphère, et des vents à l’échelle du globe, pour accroître la précision des prévisions météorologiques ; en fournissant des données sur les vents et leurs variations, sur la distribution verticale des nuages, l'altitude de leur limite supérieure, sur les propriétés des aérosols qui les constituent, à l'aide d'un Lidar-Doppler[102].

Les prochaines missions sont :
- EarthCARE (2021), mission conjointe avec la JAXA, étudie les nuages, des aérosols et l'incidence du rayonnement solaire pour améliorer les modèles de prévisions météorologiques, pour améliorer notre compréhension du bilan radiatif de la Terre et de ses effets sur le climat[103]. Les satellites Earth Watch sont chargés de collecter de manière systématique des données sur l'état de la planète à des fins diverses : prévisions météorologiques, prévention des catastrophes naturelles, surveillance, prévision des récoltes… ;
- Biomass (2020), mission d'étude de l'état des forêts terrestres et du cycle du carbone[104].

L'Agence spatiale européenne a joué un rôle pionnier dans le domaine de la collecte de données météorologiques avec la première série de satellites météorologiques géostationnaires METEOSAT. Elle a développé par ailleurs une famille de satellites météorologiques placés sur orbite polaire MetOp dont le premier exemplaire a été lancé en 2006. Elle conçoit aujourd'hui la troisième génération de Meteosat et la seconde génération de Metop dont les premiers exemplaires devrait être lancé entre 2020 et 2025. Les autres paramètres environnementaux ont été collectés successivement par les satellites ERS-1 et ERS-2, auxquels ont succédé en 2002 le satellite Envisat et dans les anénes 2010 la famille Sentinelle.

#### ProgrammeCopernicus

Le centre-est du Brésil vu par le satellite européen Sentinel 2-A.

L'Agence spatiale européenne a décidé de créer en 1998 le programme Copernicus (initialement GMES) dont l'objectif est de garantir la continuité de la collecte des paramètres environnementaux et leur redistribution aux différents utilisateurs. Une nouvelle famille de satellite, Sentinelle a pris la suite d'Envisat et contribue à alimenter GMES.
Celle-ci comprend les satellites suivants :
- Sentinel-1 : fourniture d'imagerie radar tout-temps, jour et nuit, à des fins d'observation du sol et des océans. Sentinel-1A a été lancé le 3 avril 2014 et Sentinel-1B le 25 avril 2016[108] ;
- Sentinel-2 : fourniture d'imagerie optique haute résolution pour l'observation des sols (utilisation des sols, végétation, zones côtières, fleuves, etc.). Sentinel-2 sera également utile pour la mise en place de services de traitement de l'urgence. Le premier satellite Sentinel-2A a été lancé dans la nuit du 22 au 23 juin 2015 grâce à une fusée Vega depuis le site de Kourou en Guyane française[108]. Le satellite Sentinel-2B a été lancé le 7 mars 2017 grâce à un lanceur russe Rockot[108] ;
- Sentinelle-3 : surveillance mondiale des océans et des sols[109]. Deux satellites Sentinel-3 ont été lancés en 2016 et 2018[108] ;
- Sentinel-4 : embarqué comme charge utile sur un satellite EUMETSAT Météosat de Troisième Génération (MTG) , Sentinel-4 fournira des données sur la composition de l'atmosphère. Il sera lancé en 2018 ;
- Sentinel-5 : fourniture de données sur la composition de l'atmosphère. Un précurseur, Sentinel 5P a été lancé en 2017 sur Rockot. Sentinel-5 sera lancé en 2019 sur un satellite Système polaire d’EUMETSAT – Deuxième génération (EPS-SG)[108] ;
- Sentinel-6 : poursuite des objectifs des satellites franco-américains Jason. Emporte un radar altimètre pour la mesure de l'état de la surface des océans (données collectées par EUMETSAT et NOAA) et l'étude de l'élévation du niveau des mers[110].

| Statut        | Lancement                  | Mission        | Description |
| ------------- | -------------------------- | -------------- | --- |
| Opérationnel  | 1977-1997                  | Météosat 1 - 7 | Satellite météorologique géostationnaire de première génération, opérationnels à partir de Météosat-4. Les Météosat-6 et 7 sont encore opérationnels. |

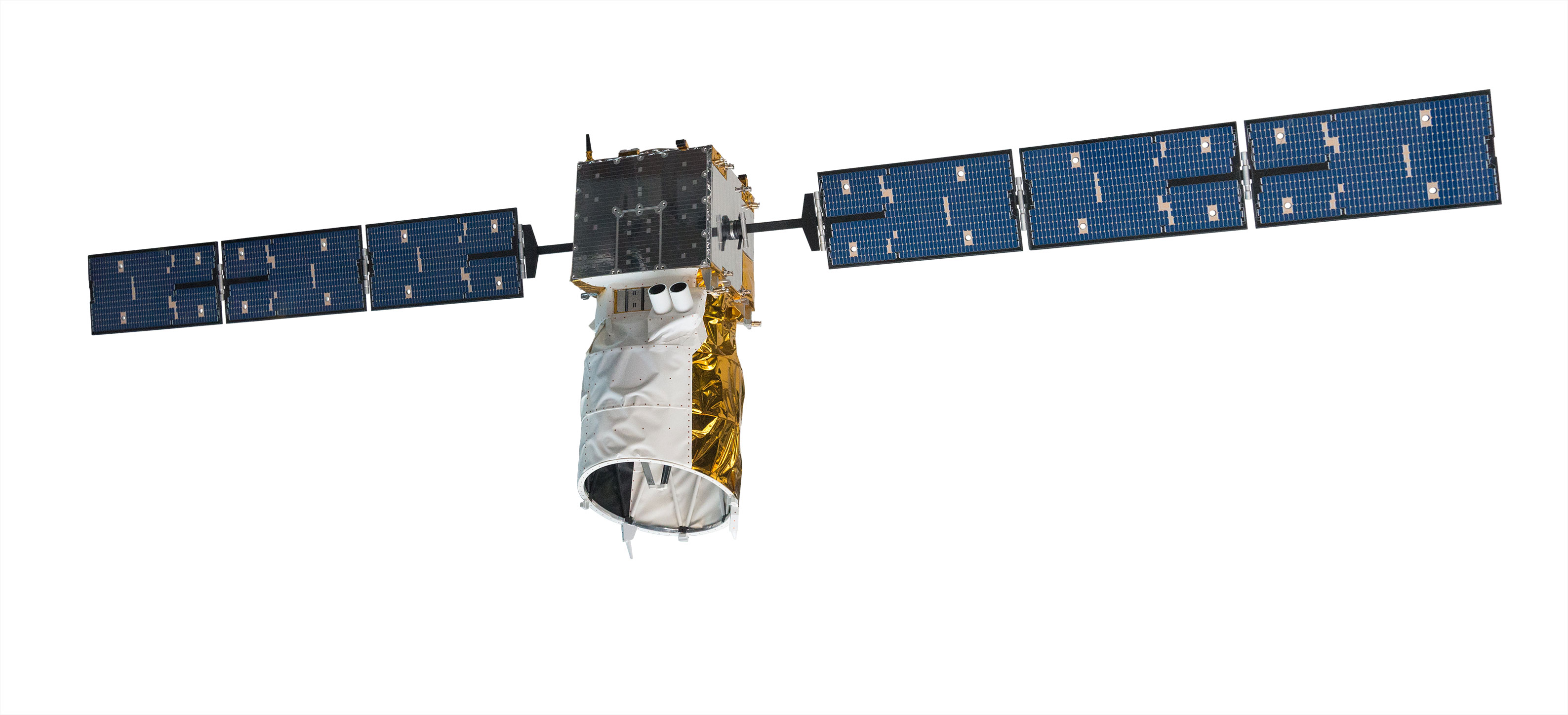
Le satellite ADM-Aeolus, pionnier de l'étude des vents.

| Opérationnel  | 2000                       | Cluster        | Quatre satellites en formation fournissent une image tridimensionnelle des collisions entre le vent solaire et le champ magnétique terrestre et des tempêtes magnétiques qui en résultent dans l'Espace. Mission conjointe de l'ESA et de la NASA, satellites construits en Europe.                   |
| Opérationnel  | 2002-2013                  | MSG            | Successeurs des satellites météorologiques Meteosat de première génération. Prennent des images dans les longueurs d'onde visible et en infra-rouge. Trois satellites déjà placés en orbite (ESA et EUMETSAT).                                                                                        |
| Opérationnel  | 2006                       | MetOp-A        | Satellite météorologique en orbite polaire, successeur de deux satellites de la NOAA (mission conjointe ESA et EUMETSAT) |
| Opérationnel  | 2009                       | SMOS           | SMOS doit établir des cartes de l'humidité du sol et de teneur en sel des océans pour améliorer notre compréhension du cycle de l'eau et améliorer les modèles de prévision météorologique. |
| Opérationnel  | 2010                       | CryoSat-2      | Cryosat-2 est équipé d'un radar qui doit permettre la mesure de l'épaisseur de la glace au pôle. Ce satellite remplace un engin jumeau perdu à cause de la défaillance de son lanceur. |
| Opérationnel  | 2013                       | SWARM          | SWARM est une constellation de trois satellites qui étudient l'évolution du champ magnétique terrestre. |
| Développement | 2014-2021 (première phase) | Sentinel       | Famille de satellites d'observation de la Terre déployés dans le cadre du projet GMES: imagerie radar tout-temps (1), imagerie optique (2), surveillance des océans (3) |
| Développement | 2018                       | ADM-Aeolus     | Cette mission doit fournir des informations plus précises sur les mouvements atmosphériques (vent) et améliorer les modèles de prévision météorologiques. |
| Développement | 2018                       | EarthCARE      | Ce satellite d'observation doit mesurer les interactions entre le rayonnement solaire, les aérosols et la formation des nuages. L'objectif est de mettre au point un modèle prédictif plus précis de l'évolution météorologique et climatique. La mission est menée avec l'agence spatiale japonaise. |
| Développement | 2017-2019                  | MTG            | Météosat troisième génération stabilisée 3 axes comprenant un satellite imageur et un satellite sondeur |
| Achevée       | 1977                       | GEOS 1         | Ce satellite géostationnaire qui devait étudier la magnétosphère terrestre est resté sur une orbite elliptique à la suite d'une défaillance de son lanceur. |
| Achevée       | 1978                       | GEOS 2         | Mesure de la magnétosphère terrestre. Satellite de secours de GEOS 1. |
| Achevée       | 1991-2000                  | ERS-1          | ERS a ouvert une ère dans l'observation de la Terre depuis l'Espace pour l'ESA. Des informations très nombreuses ont pu être recueillies grâce à six instruments dont un radar à synthèse d'ouverture, un altimètre à micro-ondes et divers senseurs optiques.                                        |
| Achevée       | 2003                       | Double Star    | Cette mission conjointe entre l'ESA et l'agence spatiale CNSA comporte d'une manière analogue à la mission Cluster deux satellites qui analysent conjointement les effets du Soleil sur le climat. |
| Achevée       | 1995-2011                  | ERS-2          | Poursuite du travail de ERS-1 et étude du trou d'ozone grâce à un nouvel instrument. |
| Achevée       | 2002-2012                  | Envisat        | Plus gros satellite mondial d'observation de la Terre (8 tonnes). Satellite utilisant les instruments ERS-2 dans une version améliorée ainsi que d'autres senseurs optiques. |
| Achevée       | 2009-2013                  | GOCE           | GOCE doit fournir des données permettant d'établir un modèle mondial et régional du champ de gravitation. |

### Système de positionnement par satellites Galileo

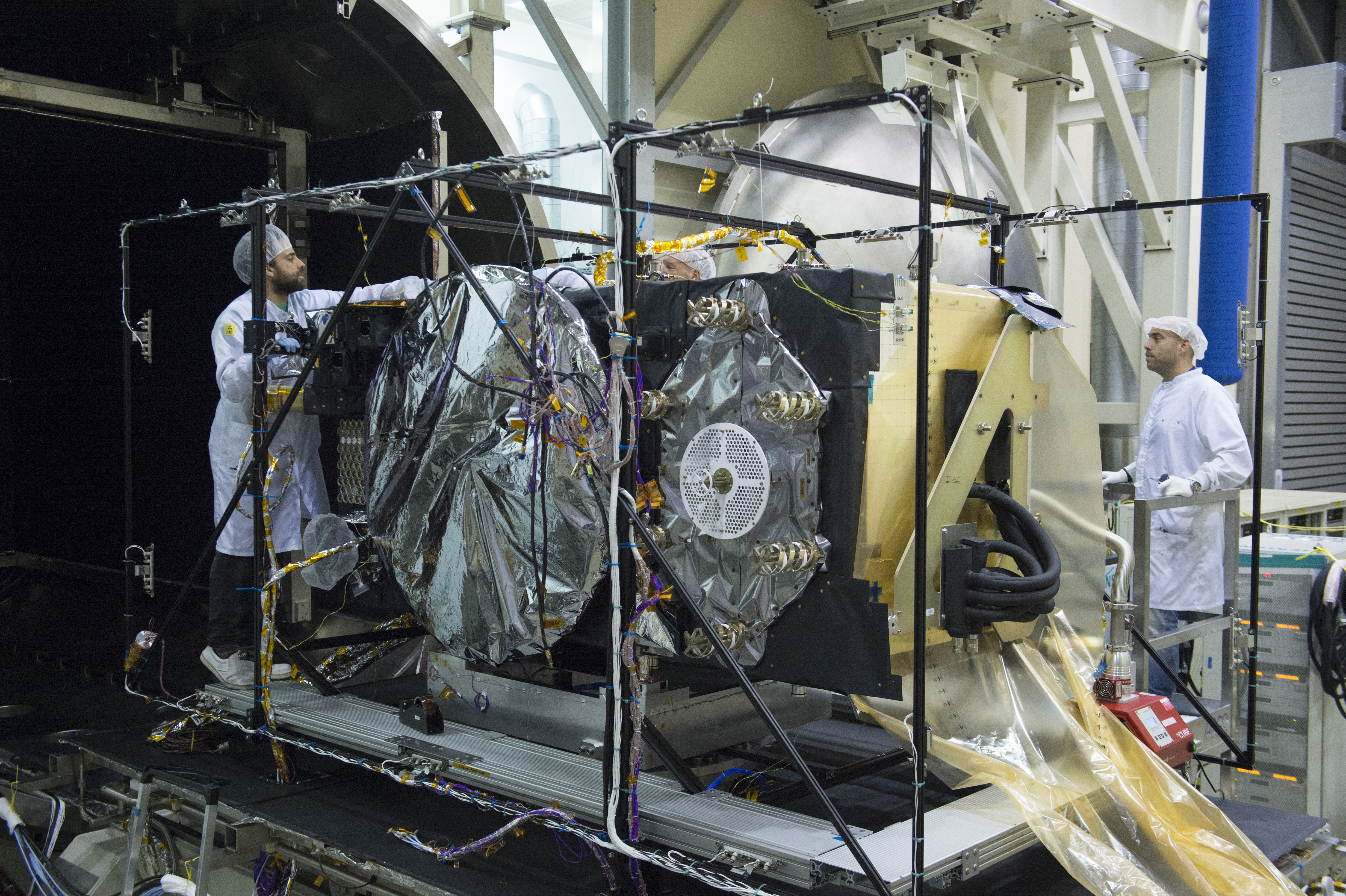
Un satellite Galileo en test dans une chambre à vide

Le programme Galileo de positionnement par satellite représentait en 2015 le deuxième poste de dépenses avec 15 % du budget soit 664,5 millions d'euros. Le programme Galileo est une initiative commune de la Commission européenne et de l'ESA visant à doter l’Europe de son propre système mondial de navigation par satellite, civil et indépendant. Premier système civil, il sera compatible et inter opérable avec le GLONASS russe et le GPS américain, créé à des fins militaires et offrant des services à usage civil, mais sans garantie de disponibilité.
Les deux premiers satellites Galileo opérationnels ont été lancés le 21 octobre 2011 par une fusée Soyouz ST lancée depuis Sinnamary, près de Kourou (Guyane), après les satellites Giove A et B. Deux autres satellites de validation dits IOV sont lancés en 2012. En 2014, deux satellites sont placés sur une mauvaise orbite, mais restent utilisables. Six autres satellites sont lancés sur trois Soyouz en 2015-2016. Trois Ariane 5 ES sont également utilisées en 2016, 2017 et 2018 pour lancer quatre satellites à chaque fois. En 2016, le système commence à offrir des services opérationnels. En 2017, une seconde génération de satellite a été commandée. En 2018, 14 satellites sont opérationnels, plus 6 satellites actifs mais sur une mauvaise orbite,. Il est prévu que la constellation soit complète en 2020. Elle comprendra alors 24 satellites opérationnels et 6 satellites en support.
| Statut        | Lancement    | Mission | Description                                                                                          |
| ------------- | ------------ | ------- | --- |
| Développement | 2011         | EGNOS   | Système d'aide à la navigation par satellite fournissant une précision améliorée par rapport au GPS. |
| Développement | 2013-présent | Galileo | Système de navigation par satellite européen concurrent du GPS américain.                            |

### Lanceurs

Les deux versions du lanceur Ariane 6 en cours de développement.

La maîtrise de ses moyens de lancement fait partie des objectifs poursuivis par l'Agence spatiale européenne depuis sa création il y a 30 ans. Les lanceurs constituent une des réalisations les plus marquantes de l'agence spatiale, ils représentent en 2015 le troisième poste de dépenses avec 15 % du budget, soit 607,7 millions d'euros. Les objectifs de l'agence sont de :
- maintenir la compétitivité du lanceur Ariane ;
- favoriser la création d'un marché institutionnel pour son lanceur ;
- adapter l'offre de lanceurs à la demande du marché ;
- développer la prochaine génération de lanceurs ;
- assurer la maintenance des installations au sol utilisées par les lanceurs.

L'Agence dispose de ses propres lanceurs dont elle finance le développement : Ariane 5, dernier développement de la famille Ariane et, à compter de 2011, Vega pour les petits satellites (charge utile de 1,5 tonne). Le lanceur Ariane 5 a été conçu pour s’assurer que l’Europe garde son avantage concurrentiel sur le marché mondial des services de lancement. La version actuelle Ariane 5 ECA peut maintenant placer près de dix tonnes sur orbite de transfert géostationnaire autour de l’équateur. Pour la mise sur orbite de ses satellites, l'ESA a souvent recours aux fusées russes Soyouz, mais également Rockot lorsque leur capacité est mieux adaptée. Le Centre spatial guyanais permet le lancement de Soyouz (3 tonnes). Le premier lancement, portant sur deux satellites Galileo, a eu lieu en octobre 2011.
L'agence spatiale développe Ariane 6, un nouveau lanceur de moyenne à forte puissance (5 à 10,5 tonnes en GTO), qui doit remplacer à compter de 2021 Ariane 5. La décision de construire cette nouvelle fusée a été prise en 2012 pour abaisser les coûts de lancement et ainsi conserver des parts de marché menacées à moyen terme à la fois par l'évolution du marché des satellites et par l'arrivée de concurrents : SpaceX et Longue Marche. En effet, l'agence spatiale ne peut pas accepter une baisse de cadence de fabrication du lanceur européen sous peine de voir son prix de revient s'envoler. Le nouveau lanceur utilise de nouveaux propulseurs à propergol solide qui seront par ailleurs utilisés pour la nouvelle version du lanceur léger Vega-C. Il reprend également l'étage supérieur Vinci de l'Ariane 5 ME dont le développement est abandonné. Ariane 6 est lancé dans deux versions avec deux ou quatre propulseurs d'appoint. Des bâtiments d'assemblage et pas de tir spécifiques sont construits à Kourou. Le premier vol est prévu pour le 16 juillet 2021.
| Statut        | Dates vol | Lanceur      | Capacités                  | Nbre lancements | Utilisation, remarques                                                  |
| ------------- | --------- | ------------ | -------------------------- | --------------- | ----------------------------------------------------------------------- |
| Opérationnel  | 2002-     | Ariane 5 ECA | GTO : 9,3 t                | 101             | Lancement de satellites de télécommunications en orbite géostationnaire |
| Opérationnel  | 2012-     | Vega         | LEO : 1,5 t.               | 12              | Petits satellites en orbite basse                                       |
| Développement | 2021      | Ariane 6     | GTO : 5 à 10,5 t.          | 0               | Deux versions, A62 et A64                                               |
| Développement | 2019      | Vega C       |                            |                 | Amélioration de Vega                                                    |
| À l'étude     | 2024      | Vega E       |                            |                 | Amélioration de Vega                                                    |
| À l'étude     | 2025-2030 | Ariane Next  | ?                          |                 | Post Ariane 6, lanceur utilisant le moteur Prometheus ?                 |
| Achevée       | 1979-1986 | Ariane 1     | LEO : 1,7 t. GTO : 1,85 t. | 11              |                                                                         |
| Achevée       | 1986-1989 | Ariane 2     | LEO : ?t. GTO : 2,21 t.    | 6               |                                                                         |
| Achevée       | 1984-1989 | Ariane 3     | LEO : ? t. GTO : 2,72 t.   | 11              |                                                                         |
| Achevée       | 1988-2003 | Ariane 4     | LEO : 7 t. GTO : 4,95 t.   | 116             |                                                                         |
| Achevée       | 1996-2009 | Ariane 5 G   | LEO : 18 t. GTO : 6,3 t.   | 25              | Lancement de satellites de télécommunications en orbite géostationnaire |
| Achevée       | 2008-2018 | Ariane 5 ES  | LEO : 21                   |                 | Lancement des vaisseaux cargo ATV et de satellites Galileo par 4        |

### Missions scientifiques
Les missions scientifiques sont le quatrième poste de dépenses de l'agence et représentent en 2015 : 11,5 % du budget de l'Agence spatiale (hors recherches liée à l'observation de la Terre) soit 507,9 millions d'euros.

#### Processus de sélection des missions scientifiques

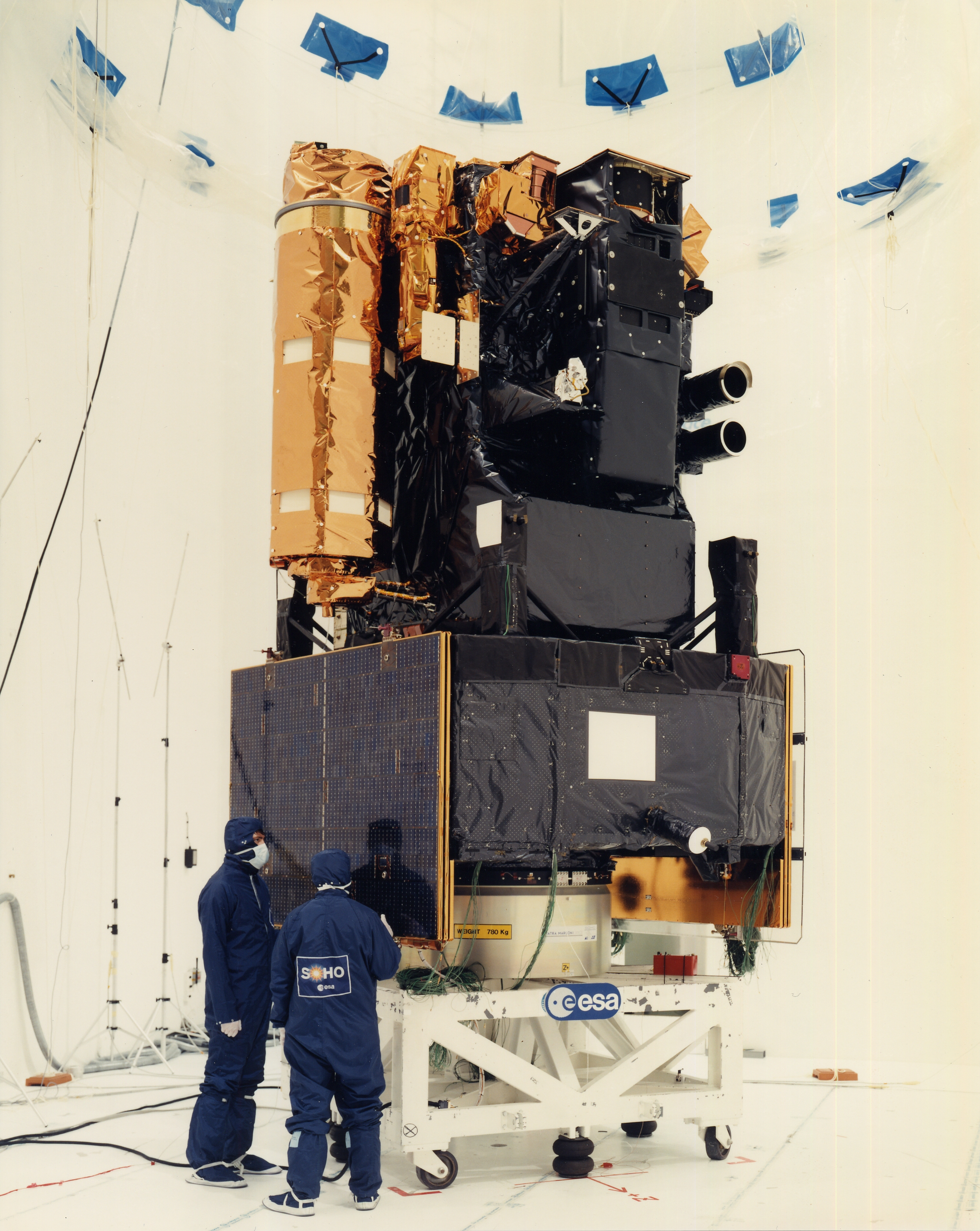
L'observatoire solaire SoHO.

Un projet de mission scientifique est sélectionné après avoir franchi les phases suivantes :
- appel à idées : durant cette phase les communautés scientifiques sont sollicitées pour soumettre des propositions de mission. Les propositions font l'objet d'une évaluation par les pairs qui aboutit à une première sélection ;
- phase d'évaluation : quatre missions au maximum sont sélectionnées par le Science Programme Committee. Chaque équipe détaille avec des ingénieurs de l'ESA la charge utile. La valeur scientifique et la faisabilité de la mission sont évaluées. Une des quatre missions est alors sélectionnée par le Space Science Advisory Committee ;
- phase de définition : les coûts et le planning de la mission sont définis. Les partenaires à qui doivent être confiés le développement des instruments sont choisis ;
- phase de développement : durant cette phase, le projet est développé avec les industriels sélectionnés et mis en œuvre.

#### ProgrammeCosmic Vision

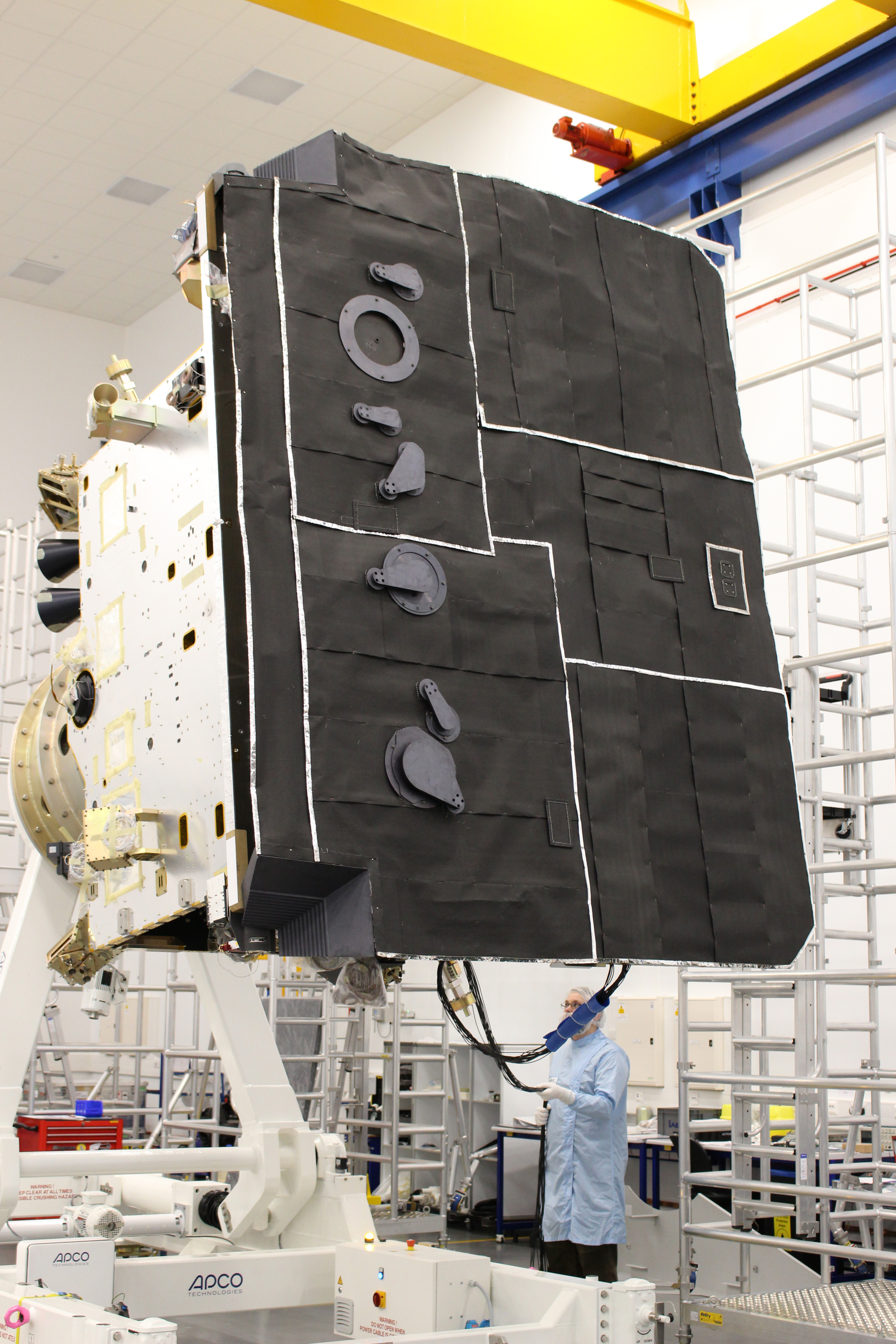
L'observatoire solaire Solar Orbiter en cours d'assemblage (2015).

Le programme Cosmic Vision est initié en avril 2004 pour identifier les missions à lancer au cours de la décennie 2015-2025. Il prend la suite des programmes Horizon 2000 (1984) et Horizon 2000 Plus (1994-1995) à l'origine des missions scientifiques lancées entre 1990 et 2014. Le programme Cosmic Vision vise à répondre à quatre grandes interrogations :
- Quelles sont les conditions de formation d'une planète et d'émergence de la vie ?
- Comment le Système solaire fonctionne-t-il ?
- Quelles sont les lois fondamentales de la physique de l'univers ?
- Comment est apparu l'univers actuel et de quoi est-il fait ?

Des séances de travail pilotées par l'agence spatiale ont permis de dégager vingt-deux thématiques.
En 2004 la communauté scientifique européenne est réunie par le Comité de Conseil scientifique (SSAC) pour sélectionner les objectifs scientifiques prioritaires parmi 151 propositions effectuées. En mars 2007 un appel à proposions est lancé et aboutit à la formulation de soixante propositions de mission dont dix-neuf en astrophysique, douze dans le domaine de la physique fondamentale et dix-neuf missions d'exploration du Système solaire,.
Six missions sont retenues : deux missions de taille moyenne (M-Class) sont sélectionnées en janvier 2010, puis une quatrième en 2014 (PLATO) et le processus de sélection des 3 missions lourdes (L-Class) s'achève en février 2009 avec l'élimination de la mission TandEM (Titan and Enceladus Mission). Les missions légères L1 et L2 sont sélectionnées en 2012 (CHEOPS) et 2015 (SMILE).

#### Étude du Soleil
De nombreuses missions de l'ESA étudient ou ont étudié le Soleil :
- le satellite SOHO, posté en un point particulier de l’espace en direction du Soleil, spécialisé dans le captage d'images d'éruptions solaires ;
- la mission Ulysses qui a réalisé la toute première carte de l’héliosphère, de l’équateur aux pôles ;
- les quatre satellites Cluster qui ont étudié les interactions entre la magnétosphère de la Terre et le vent solaire ;
- la mission Solar Orbiter[129] qui étudie les régions polaires et d’autres zones invisibles de la Terre.

| Statut        | Lancement | Mission       | Description |
| ------------- | --------- | ------------- | --- |
| Opérationnel  | 1995      | SoHO          | Satellite d'observation du Soleil et de l'héliosphère. Surveillance des tempêtes solaires (coopération ESA et NASA, construit en Europe) |
| Opérationnel  | 2020      | Solar Orbiter | Solar Orbiter est un satellite qui doit tourner autour du Soleil à une distance de 45 rayons du Soleil et cartographier l'atmosphère solaire avec une résolution de 100 km par pixel. Les régions polaires du Soleil qui ne sont pas visibles de la Terre seront étudiées. |
| Développement | 2021      | SMILE         | Étude du vent solaire. En coopération avec la Chine. |

#### Exploration du Système solaire

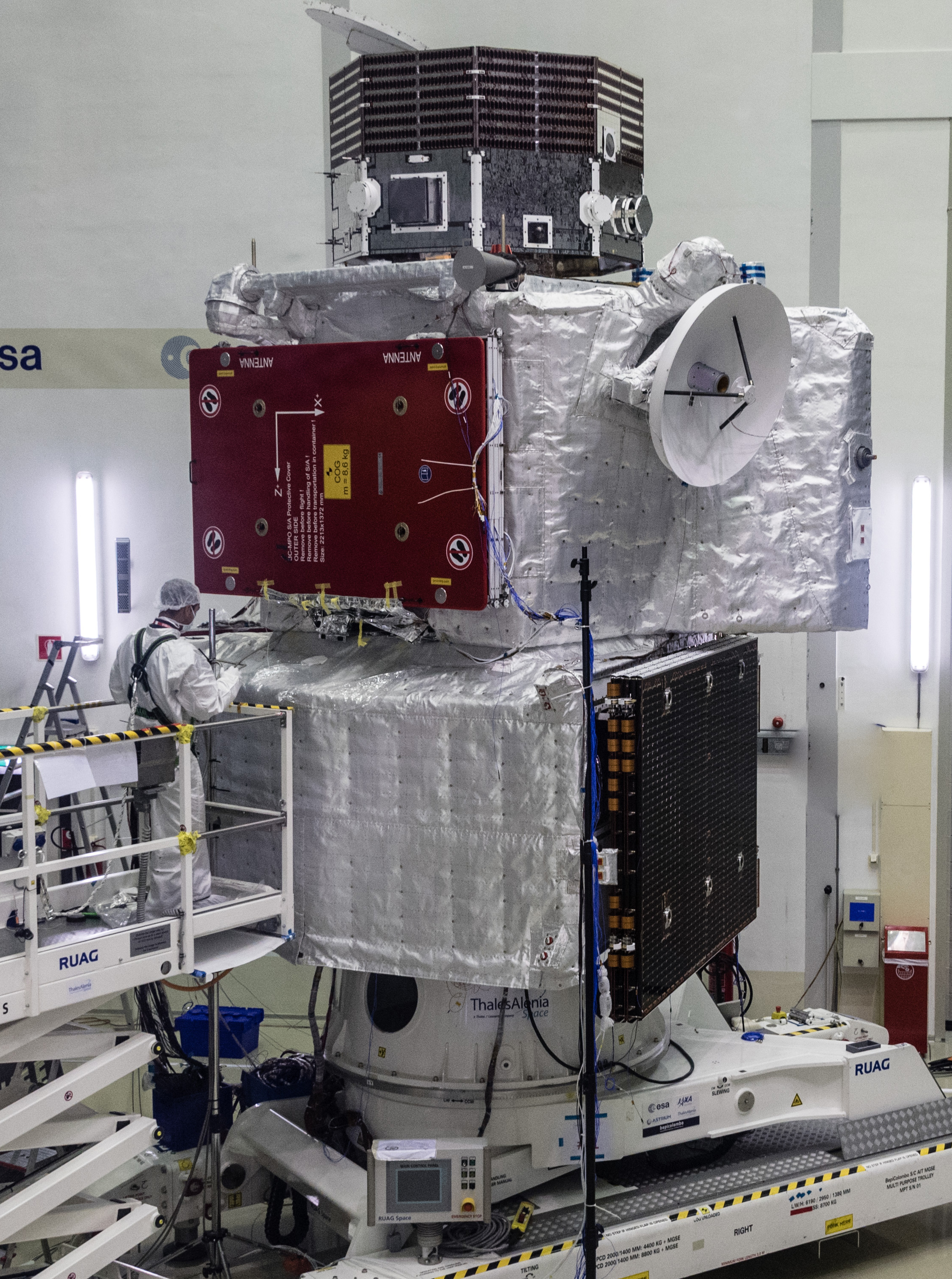
BepiColombo en cours d'assemblage final sans le paresoleil (2017).

Pour comprendre la genèse du Système solaire, l’agence européenne a lancé plusieurs missions. La première mission interplanétaire de l'agence est Giotto, lancée à la rencontre de la comète de Halley en 1985. Huygens est un atterrisseur convoyé par la sonde américaine Cassini qui s'est posé sur la lune Titan en 2005. La sonde Rosetta, lancée en 2004, a pour objectif principal de recueillir des données sur la composition du noyau de la comète Tchourioumov-Guerassimenko, qu'elle a atteint en 2014, et sur son comportement à l'approche du Soleil. Elle comprend un atterrisseur, Philae, pour analyser la surface du noyau de la comète. Mars Express, lancé en 2004, est un orbiteur dont l'objectif est d'effectuer une cartographie haute résolution de la surface de Mars, d'étudier sa composition minéralogique, d'y rechercher la présence d'eau souterraine par sondage radar et d'étudier l'atmosphère de la planète. Venus Express, sonde jumelle lancée en 2006 vers Vénus, a étudié la circulation atmosphérique de celle-ci ainsi que son activité tectonique et volcanique jusqu'à l'épuisement de ses ergols survenu fin 2014.
Les projets de sondes interplanétaires comprennent des missions à différents stades d'avancement. La sonde BepiColombo, dont le lancement a eu lieu le 19 octobre 2018, doit se placer en orbite autour de Mercure, la planète la plus proche du Soleil, pour étudier la formation et l’évolution des planètes à proximité de leur étoile. La mission Jupiter Icy Moon Explorer (JUICE) sélectionnée en 2012 et tirée en 2023 (arrivée en 2031) doit explorer trois des lunes de Jupiter. Cet orbiteur, après avoir effectué plusieurs survols à faible altitude au-dessus de Callisto et Europe doit se placer en orbite autour de Ganymède qu'elle doit étudier de manière détaillée. Enfin le programme ExoMars comprend pas moins de trois engins à destination de la planète Mars : les deux premiers, à savoir l'orbiteur ExoMars Trace Gas Orbiter chargé d'étudier l'atmosphère de Mars ainsi que le prototype d'atterrisseur ExoMars EDM ont tous deux été lancés en 2016. Le troisième engin, le rover ExoMars dont le lancement était initialement prévu pour 2020, a finalement été suspendu en raison de l'invasion de l'Ukraine par la Russie.
| Statut        | Lancement  | Mission                           | Description |
| ------------- | ---------- | --------------------------------- | --- |
| Opérationnel  | 2003       | Mars Express                      | Première sonde européenne envoyée vers Mars. Comporte une caméra à haute résolution, un spectromètre Fourier pour la recherche de présence d'eau. (Emporte un atterrisseur développé par le Royaume-Uni qui a échoué). |
| Opérationnel  | 2016       | ExoMars Trace Gas Orbiter         | Orbiteur martien pour l'étude de l'atmosphère martienne. |
| Opérationnel  | 2018       | BepiColombo                       | Mission en deux parties en coopération avec l'agence spatiale japonaise destinées à cartographier la planète Mercure et en étudier la magnétosphère.                                                                   |
| Opérationnel  | 2023       | Jupiter Icy Moon Explorer (JUICE) | Sonde spatiale d'exploration des lunes de Jupiter Europe, Callisto et surtout Ganymède. |
| Développement | 2026       | Rover ExoMars                     | Rover martien seul composant du programme Aurora (aujourd'hui programme d'exploration robotique). |
| Développement | 2024       | Hera                              | Mission en coopération avec DART de la NASA afin d'étudier un astéroïde binaire, Didymos,. |
| Développement | 2027-2030? | Mars Sample Return                | Sonde comprenant un atterrisseur qui doit ramener un échantillon du sol martien sur Terre. En collaboration avec la NASA.                                                                                              |
| Développement | 2029       | Comet Interceptor                 | Survol d'une comète venant de l'extérieur du Système solaire. Lancée avec ARIEL. |
| A l'étude     | ?          | Argonaut                          | Atterrisseur lunaire chargé de déposer 1600 kilogrammes à la surface de la Lune. Développé dans le cadre du programme Artemis.                                                                                         |
| Achevée       | 1985-1992  | Giotto                            | Giotto est une sonde envoyée pour étudier la comète de Halley, qu'elle a croisée à environ 596 km. C'est la première sonde européenne envoyée dans l'espace lointain.                                                  |
| Achevée       | 1990-2009  | Ulysses                           | Ulysses est une sonde qui a survolé les pôles du Soleil et fournit des informations sur le champ magnétique et le vent solaire (coopération NASA/ESA, fabriqué en Europe).                                             |
| Achevée       | 1997-2005  | Huygens                           | La sonde Huygens a atterri en 2005 sur Titan la lune de Saturne et pu prendre des photographies et effectuer des analyses chimiques du sol.                                                                            |
| Achevée       | 2003-2006  | SMART-1                           | Sonde destinée à analyser la composition chimique du sol lunaire. Elle a permis de valider l'utilisation de moteur ionique comme système de propulsion principal d'un satellite.                                       |
| Achevée       | 2004-2016  | Rosetta                           | Sonde qui s'est approchée de la comète 67P/Tchourioumov-Guerassimenko en 2014 et y a posé l'atterrisseur Philae. Elle s'y est à son tour posée en 2016, ce qui a conclu la mission.                                    |
| Achevée       | 2005-2014  | Venus Express                     | Sonde spatiale d'exploration de la planète Vénus. |
| Achevée       | 2016       | ExoMars EDM                       | Prototype d'atterrisseur martien. |
| Abandonnée    |            | Titan Saturn System Mission       | (ex TandEM) Sonde spatiale d'exploration d'Encelade et Titan, lunes de Saturne. Il est prévu que la sonde comprenne un orbiteur ainsi qu'un ballon et atterrisseur.                                                    |
| Abandonnée    |            | HERACLES                          | Atterrisseur lunaire chargé de ramener des échantillons et de déposer un rover lourd sur la Lune. En coopération avec la JAXA japonaise et l'ASC canadienne. Abandonné en 2022 au profit du projet Argonaut.           |

#### Astrophysique et Cosmologie

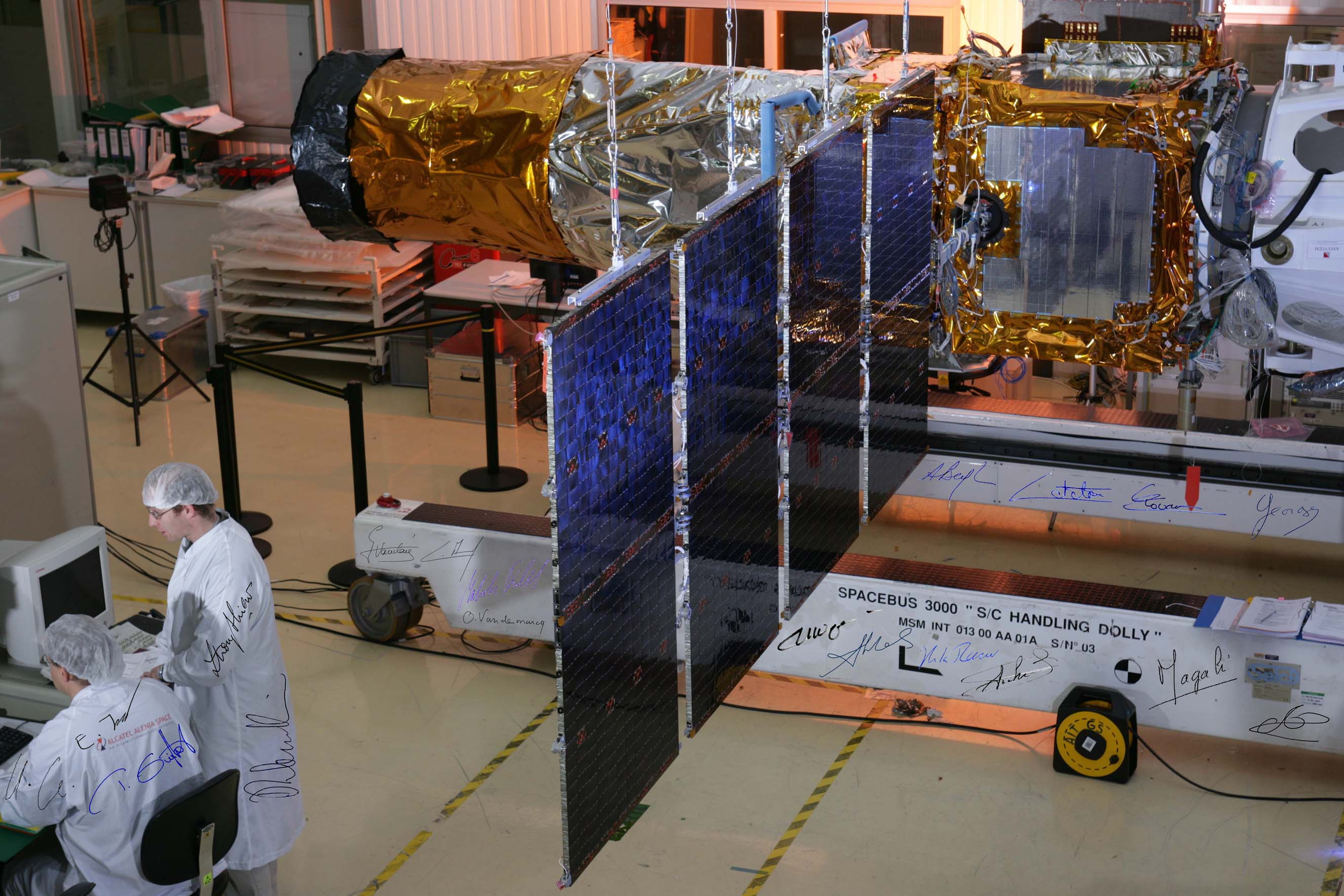
CoRoT en phase d'assemblage.

Les télescopes spatiaux tels que Hubble de la NASA, ou XMM-Newton et Integral de l’ESA étudient l’Univers au-delà de la lumière visible, observant des phénomènes à hautes températures comme les trous noirs et les explosions d’étoiles, et surveillant des objets célestes évoluant dans des conditions extrêmes de gravité, de densité et de température. Dans ce domaine, l'Agence spatiale européenne, malgré des moyens très inférieurs à ceux de la NASA, est fréquemment en position de pointe avec des observatoires comme Planck (fond diffus cosmologique), Herschel (astronomie infrarouge) et Gaia (astrométrie) et Euclid (matière noire).
| Statut        | Lancement | Mission              | Description |
| ------------- | --------- | -------------------- | --- |
| Opérationnel  | 1990      | Hubble               | Télescope optique (participation de la NASA à ce projet de 10 %) |
| Opérationnel  | 1999      | XMM-Newton           | Trois télescopes composés chacun de 58 miroirs imbriqués utilisés pour réaliser des observations en astronomie des rayons X. |
| Opérationnel  | 2002      | Integral             | Premier télescope spatial pouvant observer les rayons gamma et les rayons X. |
| Opérationnel  | 2013      | Gaia                 | Successeur de Hipparcos qui doit fournir la position et le déplacement d'un milliard d'étoiles. |
| Opérationnel  | 2019      | CHEOPS               | Télescope spatial destiné à l'étude d'exoplanètes |
| Opérationnel  | 2021      | James-Webb           | L'ESA participe à hauteur de 10 % au programme du télescope spatial James-Webb de la NASA, qui doit succéder au télescope Hubble. |
| Développement | 2023      | Euclid               | Cartographie de la matière noire. |
| Développement | 2026      | PLATO                | Détection d'exoplanètes. |
| Développement | 2028      | ATHENA (ex-IXO/XEUS) | Cette mission doit prendre le relais de la mission XMM-Newton. Elle comprend deux éléments naviguant en formation, constituées d'un détecteur et d'un miroir qui doivent permettre de détecter le premier trou noir. En coopération avec la NASA et la JAXA. |
| Développement | 2028      | ARIEL                | Télescope spatial observant en lumière visible et dans l'infrarouge qui doit analyser à l'aide de spectromètres et de photomètres l'atmosphère de 1 000 planètes tournant autour d'étoiles proches.                                                          |
| En étude      | 2034      | LISA                 | LISA doit détecter les ondes gravitationnelles. En coopération avec la NASA. |
| Abandonnée    |           | Darwin               | Darwin est un interféromètre composé de cinq télescopes qui doit permettre de détecter des planètes d'une taille analogue à la Terre et en analyser l'atmosphère.                                                                                            |
| Abandonnée    | 2020-2022 | EChO                 | Étude des exoplanètes. |
| Achevée       | 1978-1996 | IUE                  | Télescope spatial chargé d'étudier le rayonnement ultraviolet (bloqué par l'atmosphère). |
| Achevée       | 1983-1986 | EXOSAT               | Première mission de l'ESA d'étude du rayonnement X. |
| Achevée       | 1989-1993 | Hipparcos            | Hipparcos a réalisé la cartographie de 100 000 étoiles avec une haute précision et d'un million d'étoiles avec une précision moindre. |
| Achevée       | 1995-1998 | ISO                  | Télescope spatial dans l'infrarouge. |
| Achevée       | 1977-1987 | ISEE-2               | Analyse des interactions entre le vent solaire et de la magnétosphère. ISEE-1 et 3 étaient des satellites de la NASA. ISEE-3 a été utilisé à la fin de sa mission comme pour étudier la comète Giacobini-Zinner.                                             |
| Achevée       | 2006-2013 | CoRoT                | CoRoT est un satellite de recherche d'exoplanètes. Projet du CNES avec la participation d'autres pays. |
| Achevée       | 2009-2013 | Herschel             | Herschel est un télescope spatial qui travaille dans l'infrarouge lointain et le submillimétrique pour observer les étoiles et les galaxies. Il a été lancé avec Planck.                                                                                     |
| Achevée       | 2009-2013 | Planck               | Planck est un satellite qui mesure le rayonnement du fond diffus cosmologique avec une grande précision et doit fournir des informations sur le déroulement du Big Bang. Positionné au point de Lagrange L2. Il a été lancé avec Herschel.                   |
| Achevée       | 2015-2017 | LISA Pathfinder      | Satellite destiné à valider la technologie qui sera utilisée sur le satellite LISA. |

### ProgrammeAurora

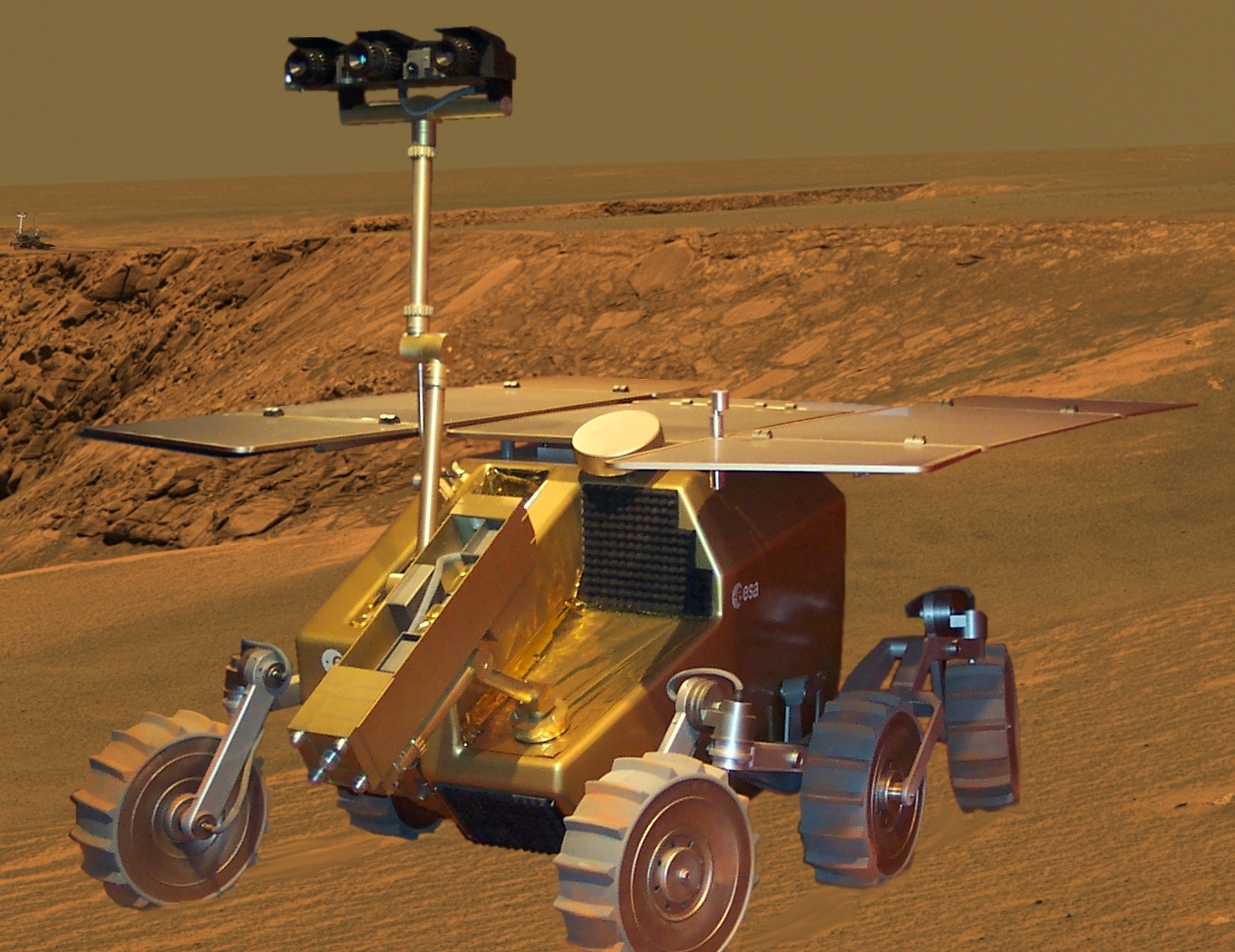
ExoMars, concept du rover (2006).

L'exploration robotique regroupe les missions d'envoi de robot à la surface des planètes seule concrétisation à ce jour du programme Aurora. Ce programme, qui a comme objectif final l'élaboration d'une mission habitée vers Mars dans les années 2030, est lancé en 2001. Dans un premier temps, il a pour objectif des missions automatiques vers la Lune, Mars et les astéroïdes.
En 2015, les ressources affectées à ce poste représentent 3,5 % du budget soit 155,8 millions d'euros. Exomars est la seule mission de ce programme après le report du projet Mars Sample Return. Exomars est une mission lourde à destination de Mars, comprenant plusieurs engins développés par l'agence européenne et l'agence spatiale russe Roscosmos, qui a connu de nombreuses modifications en raison de difficultés de financement.

### Vols habités
Lorsque l'ESA a été créée, les vols habités ne faisaient pas partie des objectifs principaux qui sont centrés sur la recherche scientifique contrairement aux priorités des agences spatiales russe et américaine. Le poids du spatial habité dans le programme spatial européen reste aujourd'hui faible et se traduit essentiellement par des participations au programme spatial de la NASA. Le premier astronaute européen de l'ESA à avoir volé est l'Allemand Ulf Merbold, qui a fait partie du vol STS-9 de la navette spatiale en 1983. Le Français Jean-Loup Chrétien est le premier Européen de l'ouest à effectuer un vol à bord de la station spatiale russe (vol Saliout 7 en 1982), dans le cadre du CNES. Les vols habités représentent, en 2015, le cinquième poste de dépenses annuelles, comptant pour 8,4 % du budget soit 371,4 millions d'euros.
Le principal programme rattaché dans ce domaine est la participation de l'Agence spatiale européenne à la construction et au fonctionnement de la Station spatiale internationale. En 2005, on estimait que les coûts de développement de la station spatiale depuis sa création additionné au coût de fonctionnement sur dix ans s'élevait à 100 milliards d'euros, dont 8 milliards par l'ESA. Environ 90 % de cette participation de l'ESA est versée par seulement trois de ses membres : l'Allemagne (41 %), la France (28 %) et l'Italie (20 %).
Les principales contributions de l'ESA à la Station spatiale internationale sont :
- le laboratoire européen Columbus, module mis en place au cours du vol STS-122 de la navette spatiale américaine[12] ;
- le cargo de ravitaillement ATV dont cinq exemplaires doivent être construits : le cargo permet d'amener à la station environ 7 667 kg de ravitaillement (fluides, nourriture, carburant, pièces de rechange) et de remonter l'orbite de la station spatiale[141]. Le premier vol a eu lieu en mars 2008 et le dernier en 2014. L'ATV met en œuvre un système de rendez-vous automatique qui constitue une première ;
- le bras télémanipulateur européen (ERA) qui doit être installé en 2019 (après de multiples report)[142].

| Statut       | Lancement   | Mission  | Description |
| ------------ | ----------- | -------- | --- |
| Opérationnel | 2008 - 2017 | Columbus | Le laboratoire spatial Columbus fait partie de la Station spatiale internationale.                                   |
| Opérationnel | 2021        | ERA      | Bras télémanipulateur européen qui doit être installé sur le module russe de la Station spatiale internationale.     |
| Achevée      | 2008-2015   | ATV      | Véhicule de ravitaillement de la Station spatiale internationale. Il permet également de remonter l'orbite de l'ISS. |

#### Centre des astronautes européens

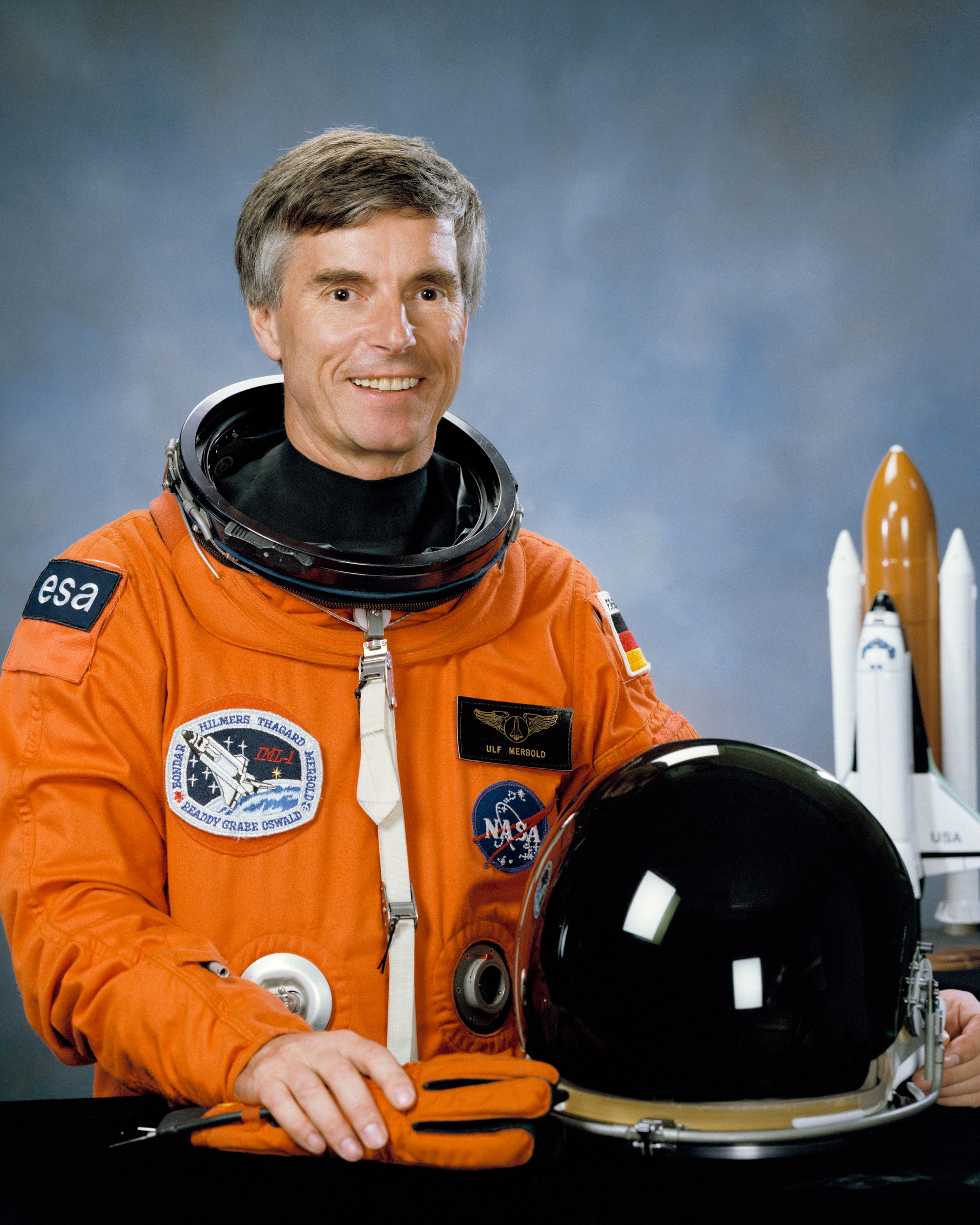
Ulf Merbold est le premier astronaute de l'ESA à avoir volé dans l'espace.

À la fin des années 1980, les vols d'astronautes européens sont devenus fréquents et, en 1990, l'ESA a décidé de créer un centre des astronautes européens à Cologne en Allemagne, pour préparer l'Europe à participer à des missions habitées vers la Station spatiale internationale, ISS. Le centre, créé en 1998 en Allemagne, a pour rôle de sélectionner et d'entraîner les futurs astronautes et a la charge de la coordination avec les partenaires internationaux en particulier dans le cadre des missions dans la Station spatiale internationale. L'Europe dispose ainsi aujourd'hui d'un corps d'astronautes, spécialisés dans les domaines de la science, de la technologie et de la médecine. Ils participent à des missions vers la Station spatiale internationale pour réaliser en apesanteur des recherches dans le domaine des sciences de la vie, de la physiologie humaine et des sciences des matériaux, recueillant ainsi des résultats qu’il serait impossible d'obtenir sur Terre.

#### Corps européen des astronautes
L'Agence spatiale européenne a formé un certain nombre d'astronautes pour les missions à destination de la Station spatiale internationale. Ceux-ci sont en partie formés dans le centre de cité plus haut. En 2006, le corps des astronautes européens comprenait douze membres. Au cours de l'été 2008, une campagne visant à recruter trois nouveaux astronautes a été lancée. Environ 10 000 personnes se sont portées candidates dont 8 413 remplissaient les critères de sélection. Après une première sélection et des tests psychologiques ce nombre a été ramené à 80 fin 2008. 6 nouveaux astronautes de l'ESA ont finalement été désignés à la fin du premier semestre 2009 après une série de tests médicaux et d'interviews. Un nouveau membre, finaliste en 2009 a été ajouté au corps en 2017, Matthias Maurer. Une nouvelle campagne de sélection, commencée en 2021, a mené en novembre 2022 à la nomination de 17 membres : cinq d'entre eux font partie du corps actif et rejoindront ainsi les sept précédents, tandis que 11 autres ont intégré le corps de réserve et que pour la première fois, une personne souffrant d'un handicap physique a été choisie en tant que parastronaute.

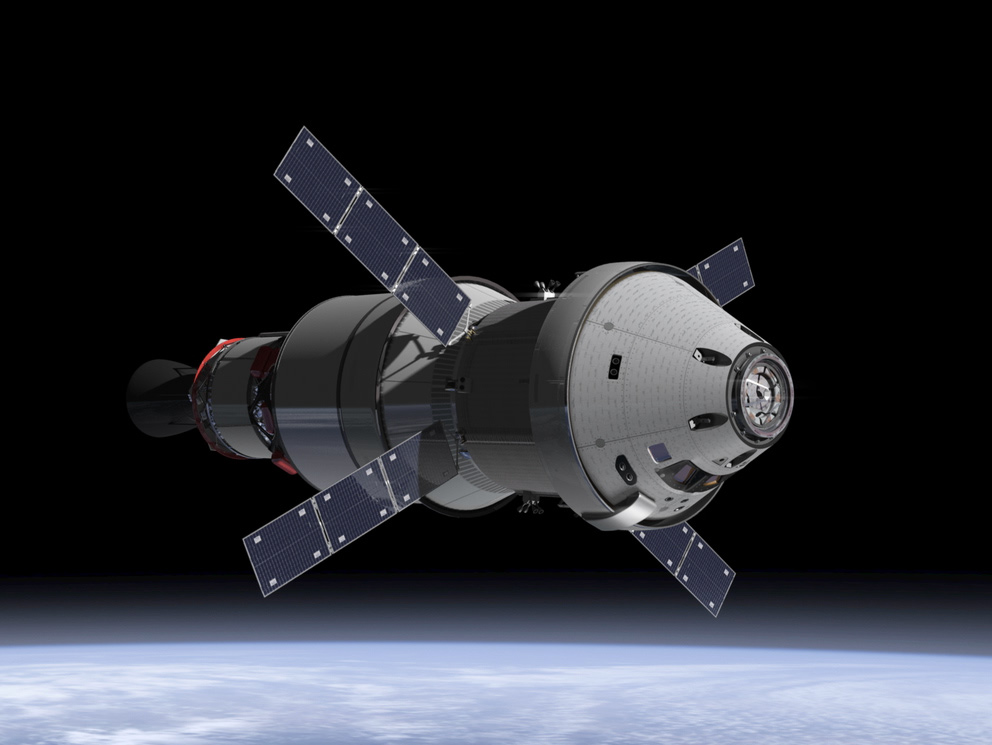
Orion équipé de son module de service européen et d'un étage supérieur.

#### European Service Module pourOrion
L'agence développe un module de service contenant la propulsion et les consommables pour le vaisseau habité américain Orion. Pour développer cet élément essentiel du programme habité américain, l'ESA mise sur son expérience acquise avec la conception de l'ATV. Orion pourra mener des missions vers la Lune et l'espace lointain. La maîtrise d'œuvre a été confié à Airbus Defence and Space.
L'agence acte en 2014 la fourniture à la NASA de l'European Service Module (ESM) pour la mission Artemis I qui a lieu en 2022. Un second exemplaire sera fourni pour la mission Artemis II et permettra à l'agence d'assurer sa participation à l'ISS jusqu'à la mi 2021. D'autres ESM pourraient être construits.

### Télécommunications

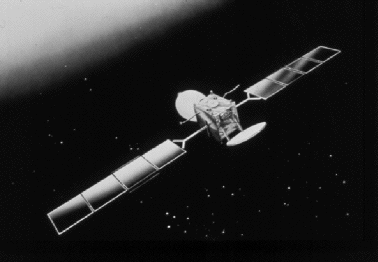
Inmarsat3.

L'agence spatiale joue un rôle moteur dans la mise au point de nouvelles technologies applicables aux télécommunications spatiales. Ce domaine représente en 2015 le sixième poste de dépenses avec 7 % du budget de l'agence soit 309,2 millions d'euros. Les activités sont gérées au sein du programme ARTES qui comprend une dizaine de thèmes dont :
- développement et mise en place de la constellation de satellites EDRS : ce système analogue au réseau de satellite TDRS de la NASA permet de maintenir une liaison permanente entre les satellites en orbite basse et les stations de réception à terre (Artes 7). Un premier satellite commercial emporte une charge utile EDRS en 2016[150] ;
- développement de la plateforme pour satellite de télécommunications lourd Alphabus dont la première utilisation est destinée à Inmarsat (Artes 8). Le premier satellite utilisant cette plateforme, Alphasat I-XL, a été lancé en 2013 ;
- développement du système IRIS de gestion du trafic aérien par l'intermédiaire d'une constellations de satellites (Artes 10) ;
- mise au point de la plateforme Luxor pour petites satellites géostationnaire (Artes 11) ;
- recherche à long terme pour la mise au point de nouveaux composants destinés aux engins spatiaux (Artes 5) ;
- développement d'un satellite à propulsion toute-électrique Electra devant démontrer la viabilité de cette technologie. Cet engin spatial de trois tonnes est développé principalement par OHB et doit être lancé vers 2021.

| Statut        | Lancement    | Mission    | Description |
| ------------- | ------------ | ---------- | --- |
| Opérationnel  | 2001         | Artemis    | Satellite géostationnaire assurant le relais entre d'autres satellites et les stations terrestres et système de diffusion de messages à des mobiles terrestres (coopération ESA et Japon). |
| Opérationnel  | 2010         | HYLAS      | Satellite d'information destiné à tester de nouvelles méthodes de communications entre satellites et stations au sol.                                                                      |
| Opérationnel  | 2013         | Alphabus   | Plateforme de satellite lourd innovant |
| Développement | 2021         | Electra    | Satellite à propulsion électrique |
| Développement | 2016-        | EDRS       | Satellites en orbite géostationnaire jouant le rôle de relais entre les stations terrestres et les satellites de l'ESA en orbite basse                                                     |
| Achevée       | 1989-1993    | Olympus    | Gros satellite expérimental de télécommunications travaillant en bande BBS. Des expériences en bande KU et KA ont été menées.                                                              |
| Achevée       | 1977 et 1978 | OTS 1 et 2 | Satellites de télécommunications expérimentaux. Projet hérité de l'ESRO. |

### Autres programmes
Le Space Rider est une mini-navette spatiale développée à partir de 2018 qui permet d'envoyer des expériences scientifiques en orbite. Elle fait suite aux travaux de l'IxV, corps portant qui a fait une démonstration de rentrée atmosphérique en 2015.
Les autres postes de dépenses représentant environ 10 % du budget se ventilent entre :
- budget général (4,7 %) ;
- activités de base (5,2 %) ;
- technologie (2,4 %) ;
- système de surveillance spatiale (0,3 %) ;
- ECSA (0,0 %).

| Statut        | Lancement | Mission       | Description |
| ------------- | --------- | ------------- | --- |
| Opérationnel  | 2001      | Proba         | Petit satellite destiné à qualifier de nouvelles technologies utilisées sur les satellites. |
| Opérationnel  | 2009      | Proba-2       | Petit satellite (fabrication 100 % belge) destiné à qualifier de nouvelles technologies utilisées sur les satellites.                                                                                |
| Opérationnel  | 2013      | PROBA-V       | Principal objectif assurer la continuité du recueil des données de l'instrument VEGETATION des satellites Spot-4 et Spot-5.                                                                          |
| Développement | 2018      | PROBA-3       | Mise au point des techniques du vol en formation à l'aide de deux petits satellites, coronographe externe                                                                                            |
| Achevée       | 2005      | SSETI Express | Ce satellite construit par des étudiants devait permettre valider des technologies mises en œuvre par d'autres projets d'étudiant. Le satellite est tombé en panne peu de temps après son lancement. |
| Achevée       | 1992-1993 | Eureca        | Satellite servant de plateformes à plusieurs expériences de microgravité. |

### Sociétés partenaires
L'Agence spatiale européenne a des liens étroits avec plusieurs entreprises pour le compte desquelles elle prend en charge la recherche et le développement :
- Eumetsat : météorologie ;
- Galileo : système de navigation par satellites ;
- Arianespace : société chargée de commercialiser les lancements d'engins spatiaux ;
- Eutelsat et Inmarsat : opérateurs de télécommunications spatiales.

## Divers

### Suicide d'un salarié et immunité juridique
En décembre 2011, Philippe Kieffer, un ingénieur de l'ESA qui travaille au Centre européen de technologie spatiale (Estec) à Noordwijk, aux Pays-Bas, depuis 2003, se suicide à son domicile. Dans sa lettre d'adieu, il dit souffrir au travail depuis plusieurs années ; ses parents portent plainte en France pour harcèlement moral — accusation que conteste l'ESA. Ce suicide et la plainte subséquentes mettent en lumière l'immunité juridique dont bénéficie l'ESA et ses employés, conformément à la convention de 1975 à l'origine de l'agence. Les juges d'instruction successivement saisis de l'affaire depuis 2013 sont ainsi dans l'impossibilité d'effectuer des mises en examen ou de saisir des documents internes à l'Estec (que celui-ci refuse de fournir),.

### Actions vers les jeunes
L'ESA a toujours eu une politique d'information de la jeunesse par de nombreux moyens pédagogiques mis en œuvre au travers d'expositions et d'un site Internet à part[réf. nécessaire].
Elle a signé, en 1986, une convention de partenariat avec l'association Parsec, qui diffuse l'information scientifique sur la Côte d'Azur. Celle-ci a été renouvelée le 23 juin 2001, par Jean-Jacques Dordain, directeur général de l'Agence spatiale européenne (ESA).
Le département éducatif de l'agence compte :
- l'organisation de missions spatiales réelles pour les jeunes, comme le projet European Student Moon Orbiter, qui vise à mettre en orbite autour de la Lune un satellite entièrement conçu et réalisé par des étudiants européens ;
- le bureau européen d'éducation spatiale, qui essaie d'accroître l'intérêt des étudiants pour les études et le travail dans les domaines des STIM.

### Droit des images

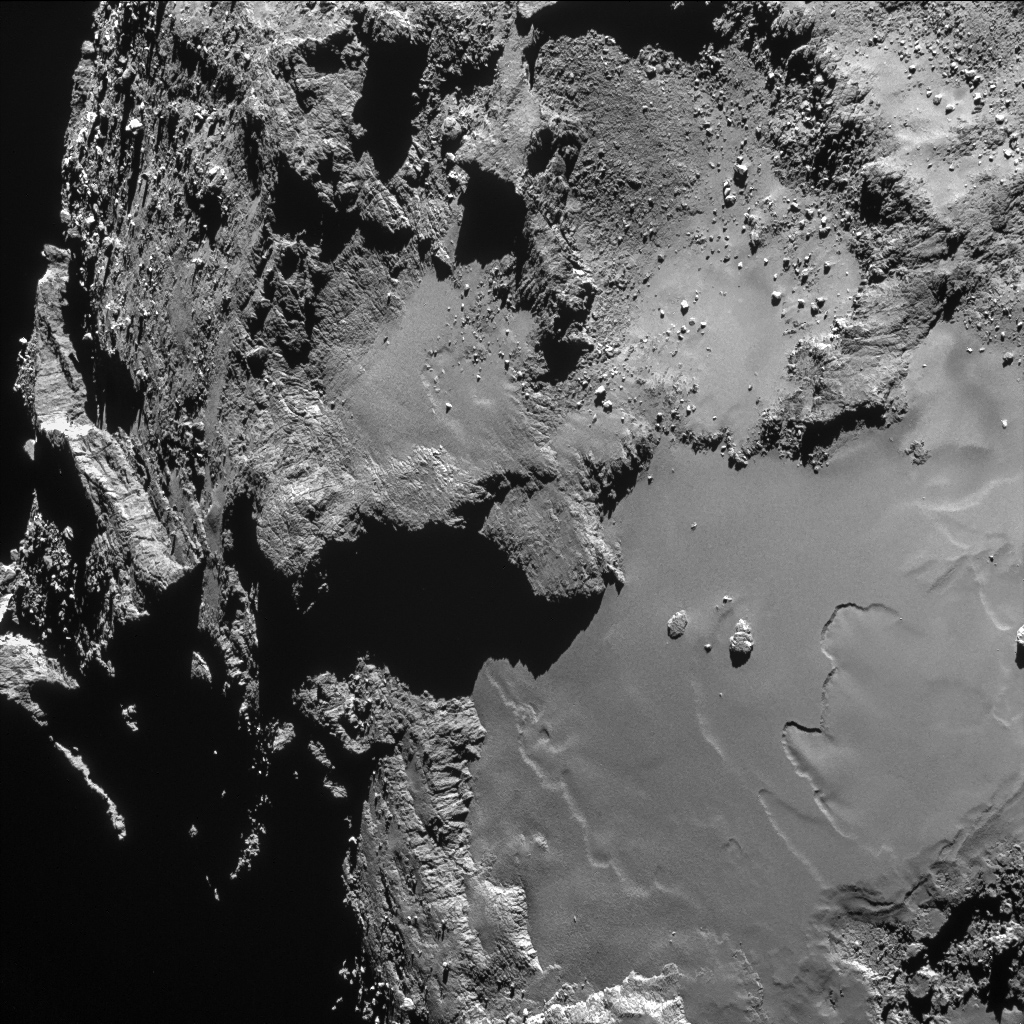
La comète Tchouri prise à 15,3 km de distance en 2015.

Jusqu'en 2017, l'ESA et les organisations y étant rattachées partageaient de grandes quantités d'informations, d'images et de données avec les scientifiques, les industriels, les médias et le grand public, par l'intermédiaire de conventions, de plateformes web et des médias sociaux, mais ne délivraient aucune image sous licence libre, contrairement aux pratiques de la NASA et des autres agences américaines. Cette politique de diffusion restrictive est aussi celle d'autres organismes spatiaux nationaux, comme le CNES et les agences spatiales chinoise, allemande, indienne et japonaise,.
Le 20 février 2017, après que le Deutsches Zentrum für Luft- und Raumfahrt (agence spatiale allemande) a ouvert ses images et vidéos en licence CC (à l'invitation notamment de Wikimedia Deutschland), l'ESA a annoncé l'accès libre à l'essentiel de ses images, vidéos et données, sous licence CC-BY-SA 3.0 IGO (intergovernmental organization, ce qui signifie que d'éventuels litiges, très rares en matière de Creative Commons, devraient passer par une médiation avec l'agence). Cela facilitera l'utilisation et la réutilisation de ses informations et données par le grand public, les médias, les acteurs de l'éducation, les partenaires de l'agence ou toute personne souhaitant exploiter ce contenu tout en améliorant la visibilité de l'agence dans le monde.
Les quelque 100 000 clichés issus de la mission Rosetta ont été rendus publics le 22 juin 2018.

### Langues
Les langues utilisées par les organes, les comités ou les groupes de travail de l'ESA, ainsi que par le Conseil de l'Agence et ses organes subsidiaires, sont l'allemand, l'anglais et le français ; les autres documents émis par l'ESA sont rédigés en anglais et en français. La langue italienne peut aussi être utilisée lors des réunions du Conseil. Les documents à caractère administratif, juridique, scientifique ou technique émis par les États membres de l'ESA peuvent être rédigés et envoyés à l'Agence dans n'importe quelle langue de tout État membre, bien que l'usage de l'anglais et du français soit recommandé ; l'usage des langues autres que l'anglais et le français dans les correspondances à destination de l'ESA est toléré tant qu'il ne constitue pas un surcoût lié à la traduction et trop de complications administratives. Les correspondances de l'Agence sont rédigées en anglais ou en français.

## Identité visuelle

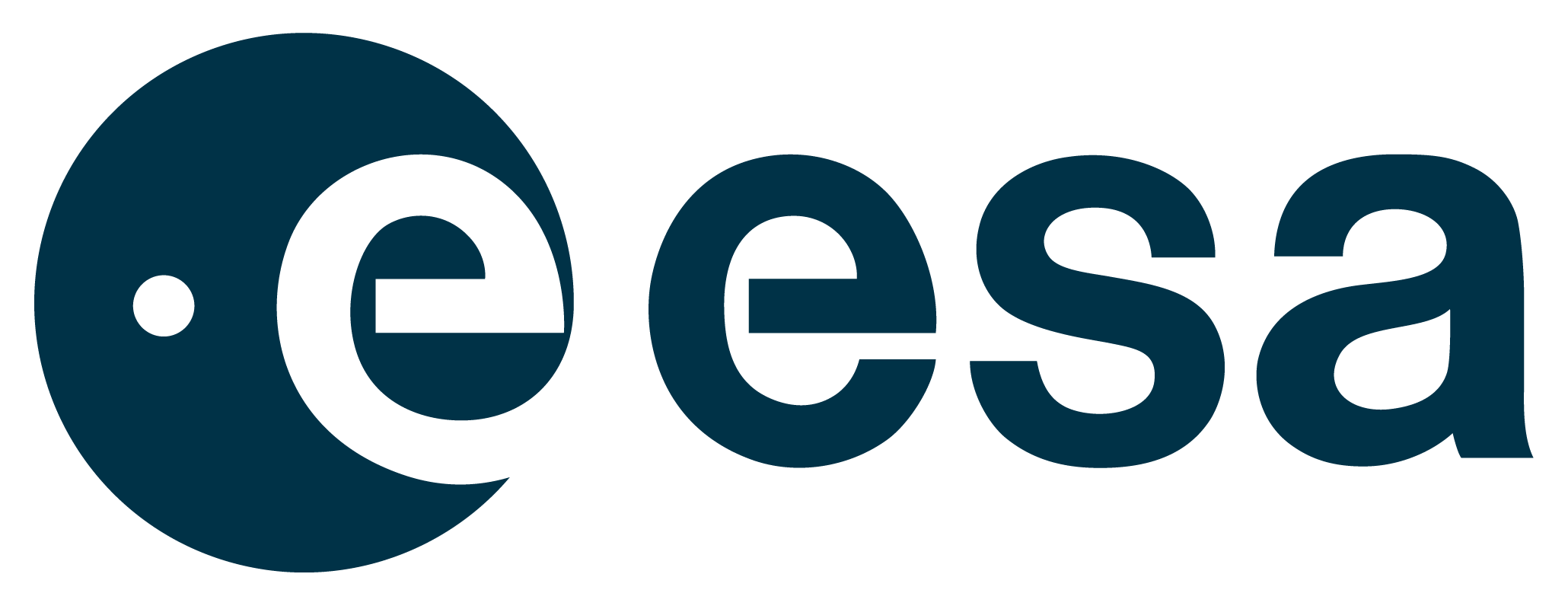
Logo de l'agence.

Le logo de l'Agence spatiale européenne est composé du sigle « ESA » en lettres minuscules à la gauche duquel se trouve un disque bleu représentant la Terre. Le « e » symbolise l'Europe et le point blanc représente un satellite mais aussi la position relative du Centre spatial guyanais, fer de lance de l'agence, sur cette représentation de la Terre.

## Projets artistiques
L'astronaute Alexander Gerst, soutenu par l'ESA, a joué la chanson Space Lab sur une tablette tactile dans l'espace avec le groupe Kraftwerk sur Terre. Le compositeur Marc Engelhard a également réalisé une musique thématique appropriée,,.